# アーマード・コアVI ファイアーズオブルビコン
『アーマード・コアVI ファイアーズオブルビコン』（ARMORED CORE VI FIRES OF RUBICON）は、フロム・ソフトウェアにより開発されバンダイナムコエンターテインメント(グローバル)およびフロム・ソフトウェア(日本のみ)により2023年8月25日に発売されたゲームソフト。「アーマード・コアシリーズ」の一作。
対応プラットフォームはPlayStation 5・PlayStation 4・Xbox Series X/S・Xbox One・PC(Steam)。各種メディアにおける略称はACVI、AC6など。

## 概要
2022年末開催の「The Game Awards 2022」にて発表された本作は、アーマード・コアシリーズのナンバリング第6作にして通算16作目のタイトルであり、2013年発売の『ARMORED CORE VERDICT DAY』より10年ぶりの新作となる。キャッチコピーは「火を点けろ、燃え残った全てに」（Feed the fire. Let the last cinders burn.）。
巨大企業同士が武力抗争を繰り広げる世界の傭兵となり、ゲーム内で入手したパーツの組み替えにより人型ロボット兵器「AC」（Armored Coreの略称、劇中ではエーシーと発音される）の構築を任務内容に合わせて最適化しながら、TPS形式のアクションゲームとして表現される戦場を戦い抜いていく、といった基本的な内容はシリーズを踏襲するものの、ストーリーや舞台設定面では過去作との直接的なつながりのない新規の内容となっている。本作では対戦よりもキャンペーンモードと位置付けられる1人プレイに重きが置かれているが、一方でオンライン機能の充実化も図られ、プレイヤー同士がそれぞれゲーム内で構築した機体を操作して1対1または3対3で勝敗を競うオンライン対戦や、構築した機体やエンブレムの図案をアップロードしてプレイヤー間で共有する機能も実装されている。
本作では、主人公が搭乗するACをカスタマイズしたり、傭兵としてさまざまな勢力から任務を受注したり、ゲーム内の闘技場で上位を目指したり、といったゲーム内体験を通して「非人道的な人体強化により人間性を喪失し、人型ロボット兵器の部品のような境遇にあった主人公が、戦いの中で見聞を広げ、その結論として大きな選択を下す」という内容のナラティブ性が構築されている。副題に含まれる「ルビコン」はゲームの舞台となっている架空の惑星およびその惑星系を指しているが、劇中には「賽は投げられた」など、史実におけるガイウス・ユリウス・カエサルにちなんだモチーフが随所に散りばめられいることから、「賽は投げられた」と由来を同じくする類義語で、後戻りのできない決断を意味する慣用句「ルビコン川を渡る」にちなんだ命名であることが示唆されている。
本作はPlayStation 5、PlayStation 4、Xbox Series X/S、Xbox One、Steamのマルチプラットフォームで発売され、PS5版、PS4版はパッケージとダウンロード両方で、Xbox Series X/S版、Xbox One版はダウンロード専用で販売されている。Steam版は発売当初はパッケージとダウンロード両方で販売されたが、パッケージ版の販売終了に伴いダウンロード専用で販売されている。ダウンロード版については、PS5・PS4・Xbox Series X/S・Xbox One版は2023年8月25日0時より提供開始、Steam版は2023年8月25日7時より提供開始された。
本作ではシリーズ初となる最大4K60fpsHDR映像出力(Steam版のみ最大4K120fpsHDR映像出力)に対応した作品となる。HDR規格はHDR10に対応。ゲーム音声の選択に日本語と英語の切り替えが可能。尚、過去作において日本語と英語の音声切り替えが可能な作品は『ACPP』、『AC2』、『AC2AA』以来となる。
バージョンの違い
PS5版、Xbox Series X|S版
最大4K60fpsHDR映像出力対応(Xbox Series Sのみ最大1440p60fpsHDR映像出力)。VRRとレイトレーシングに対応。音声出力は7.1chリニアPCM48kHz出力対応。
PS4版、Xbox One版
最大1080p60fpsSDR映像出力。PS4 Pro及びXbox One X使用時は、PS4 Pro ENHANCED、Xbox One X ENHANCEDによる最大4K60fpsHDR映像出力にも対応。VRRとレイトレーシングには非対応。音声出力はPS4版では5.1chリニアPCM48kHz出力(ビットストリーム時は7.1ch出力)、Xbox One X版では7.1chリニアPCM48kHz出力対応。
Steam版
最大4K60fpsHDR映像出力対応(対応グラフィックボード次第では最大4K120fps出力にも対応)。VRRとレイトレーシングに対応。音声出力はサウンドカード次第では最大7.1chリニアPCM48kHz出力対応。

## ストーリー
恒星間航行が一般的となり、人類の版図が大幅に拡大された時代。脳を焼かれ人型ロボット兵器アーマード・コアの操縦以外の機能を失なったとされる第四世代型強化人間C4-621はモスボール保管されていたが、ハンドラー・ウォルターにより封印を解かれ辺境の開発惑星ルビコン3へと送り込まれることなる。ルビコン3において傭兵として活動する際にはアリーナにランクが登録された傭兵である必要があるため、C4-621らは撃破されたACからライセンスを盗みだし、独立傭兵レイヴンの身分に偽装しルビコン3で活動することとなる。この潜入行の目的はウォルターがC4-621に説明したところによると、ルビコン3にはコーラルなるエネルギー資源が大量に埋蔵されており、これを確保し莫大な利益を得ることであり、その利益があればC4-621は強化手術の副作用を緩和する医療へのアクセスを得て通常の暮しに戻れるのだと。C4-621は独立傭兵として活動するためにオールマインドなる傭兵支援システムへと登録することとなる。
そのとき、ルビコン3においてはコーラルのエネルギー資源としての開発を目論む星外企業のアーキバスおよびベイラム、ルビコン土着勢力のルビコン解放戦線に加えて、惑星ルビコン3を封鎖し人類社会からの隔離を目的とする惑星封鎖機構が交戦を繰り返していた。コーラルは資源として有用ではあるものの危険性も高く、50年前にはアイビスの火と呼ばれる大災害が発生しており、この被害はルビコン3だけではなく周辺星系にまで広がっていたのであった。そのような状況のなかで各勢力からの依頼をこなしルビコン3での活動の橋頭堡を得たウォルターおよびC4-621はウォッチポイントデルタなる施設を襲撃する。このとき、施設を破壊したことの影響によりルビコンの火に似たコーラル爆発災害が発生し、C4-621も巻き込まれることとなるが、その中でルビコニアンを自称するエアなる存在からコンタクトを受けることとなる。
エアは以後レイヴンことC4-621のオペレーターを自称し、C4-621のコーラル集積地点への到達を支援することとなる。エアの正体はコーラルが変異して知性をもった生命体であり、はじめてコンタクトに成功した人間であるC4-621を人類とコーラルの共生のパートナーたりうると考えていたのだ。その後あらたにC4-621はルビコンの火の生き残りを自称するシンダー・カーラの協力を取り付けコーラルが集積されると予想される中央氷原へと進出することとなるが、アーキバス、ベイラムらの企業勢力もこうした情報を聞き付け相次いで中央氷原への侵攻を開始する。こうした情勢のなかで危機感を強めた惑星封鎖機構は通常惑星重力圏内では運用されない兵力である強襲艦を投入するなど攻勢を強化する。こうした状況のなかでC4-621は企業勢力の傭兵として惑星封鎖機構の展開兵力への襲撃を繰り返しこれを大幅に消耗させる。追い詰められた惑星封鎖機構はコーラル集積地点を防衛するため、旧ルビコン調査技研が開発したコーラル駆動兵器アイスワームを稼動させる。
アイスワームの強力な戦闘能力を前にして、アーキバス、ベイラムおよびカーラら含むRaDは一時的な協力関係を締結し共同して惑星封鎖機構に対することとなる。C4-621らの活躍によりアイスワームは撃破され、また前後して企業勢力らが惑星封鎖機構への総攻撃を行ないこちらも成功したことにより、惑星の封鎖は解除され惑星封鎖機構は星外へと撤退することとなる。また、アイスワームを撃破したことにより、アイスワームが防衛していた地点が集積コーラルへと至る地下通路の入口であることが各勢力に周知されることとなり、C4-621もコーラルを目指して地下へと突入する。
こうした状況下でアーキバスグループは惑星封鎖機構の遺棄兵器を組織的に鹵獲するなど兵力の増強に務め、ベイラムとのコーラル到達レースを有利に展開するようになり、最終的にはベイラムの戦闘部隊はアーキバスにより徹底的に撃破されベイラムはルビコン3関連事業から撤退する。状況が終局へと至りつつあることを認識したウォルターはC4-621にたいして「自分自身の感覚に従う」ように指示をする。このときからC4-621らは企業の傭兵であることをかなぐり捨て、アーキバスを出し抜きその展開兵力を排除し、コーラル防衛兵器を撃破しコーラル集積地点へと到達する。
一方アーキバスはC4-621を厄介なコーラル防衛兵器の排除に用いることを画策しており、C4-621によって一部の兵力がすりつぶされることも当初から想定していた。コーラル防衛兵器を排除したC4-621およびハンドラー・ウォルターを奇襲により捕獲し、「再教育」により手駒にしようと試みるのであった。結果としてコーラル到達競争を制したアーキバスはコーラル吸上機構であるバスキュラープラントなる巨大構造物を修復し、この上層に吸い上げたコーラルを集積させる。アーキバスによるコーラル採掘事業およびエネルギー事業は成立したかに見えた。しかしウォルターはこうした事態をも想定しており、C4-621用の脱出ACを用意しており、そこにメッセージを遺していた。ウォルター、カーラらはオーバーシアーなる組織の一員であり、組織の目的はコーラルの状況を監視すること、そしてコーラルが増殖しすぎることを防ぎ、必要とあらばルビコン3ごとその全てを焼き払うことなのだという。自身の真の目的を伝えたウォルターはC4-621自身に判断を任せ、「火を点けろ、燃え残った全てに」の言葉を残す。
ここでC4-621を操るプレイヤーは、「ウォルターの指示通りにコーラルを焼き払う」か、「エアと共に人類とコーラルの共生の可能性を追及する」かのいずれを選択することができる。
コーラルを焼き払うことを選択した場合は、ルビコン解放戦線の残存兵力を排除した上でカーラと共にコーラル焼却作戦を遂行することとなるが、ここでそれを望まないエアが敵として立ち塞がる。エアは戦いのなかでC4-621こそがルビコンの戦火そのものであったと語る。エアを撃破したC4-621はルビコン3ごとコーラルを焼き払い、ルビコン3は完全なる廃星と化した。以後C4-621はいずこかへと姿を消し、未曾有の大災害「レイヴンの火」を引き起こした世界の敵として歴史に名を残すこととなる。
エアと共に歩むことを選択した場合は、カーラらを排除、殺害したC4-621はルビコン解放戦線と共闘しアーキバスの戦力を襲撃しこれを壊滅に追い込む。カーラによるバスキュラープラント攻撃手段を封じたC4-621であったが、ここで企業によって洗脳をうけたウォルターの襲撃を受けることとなる。ウォルターの洗脳は不完全であり、企業の命令だからというだけではなく、あくまで自身の目的を完遂するためにC4-621へと挑む。C4-621はウォルターを撃破するが、その時にはウォルターもC4-621にエアという友人が出来ていたことに気付くのであった。結果的にルビコンの解放者となったC4-621とエアは、人とコーラルの共生の可能性を目指すこととなる。
ゲームはセーブデータ(機体のデータなど)を保ったまま周回することが可能となっており、二つのエンディングを両方見た場合、三周目以降さらに新たな選択肢が生じる。この中で、オールマインドが集積されたコーラルを宇宙全体に解き放つコーラルリリースなる計画を目論んでいることが判明し、C4-621およびエアはその協力者となる。この選択肢をとった場合集積コーラル到達からの展開が変化し、オールマインドとC4-621の共同作戦によりアーキバス、オーバーシアーの双方が排除されることとなり、オールマインドのコーラルリリースが実施されるかに見えた。しかし、余りにも強力なC4-621の戦闘能力に対して危機感を抱いたオールマインドはC4-621を計画に対するイレギュラーであると考え、コーラルリリースに先立ってこれを殺害し自らに取り込もうと試みる。
C4-621とオールマインドの交戦はC4-621の勝利に終わりオールマインドは機能を停止する。C4-621とエアはそのままコーラルリリースを実行する。C4-621およびエアはコーラルと一体化し星々へと伝播し偏在する存在となり、所在各地においてアーマード・コアという闘争のための身体を手に入れる。斯くしてコーラルは解き放たれ賽は投げられた。

## ゲームシステム
本作はミッション、アリーナ、トレーニングによって構成される。アリーナの名称は『LR』以来の復活となる。アリーナはミッションの進展次第でランクが解放される。クリア後の2周目以降は「ANALYSIS」が追加され、アリーナでの獲得金額が半分になる。
本作の新要素を以下に記載する。
ACS（姿勢制御システム） / スタッガー状態
本作に登場する各種機体は、搭載されたACSと呼ばれるオートバランサーによって、攻撃に対して最適な姿勢を取る事でダメージを軽減していると設定されている。これに対し「衝撃力」（瞬間的に蓄積され即時解消される「衝撃力」と、その後に一定値まで減少した上で蓄積され続ける「衝撃残留」に分類）を持った攻撃を短期間に集中的に浴びせることで機体負荷を蓄積させることができる。機体負荷（衝撃残留）は無被弾状態を一定時間保つことで徐々に回復する（機体重量に比例した「安定回復補正」に応じて変化）が、僅かにでも被弾すると回復が停止し、ACSに負荷がかかった状態が維持される。
ACSの限界値である「姿勢安定性能」を超える機体負荷を与えることで、機体をスタッガー（stagger、「よろけ」の意） と呼ばれる一時的な行動不可状態に追い込むことができる。スタッガー状態は一定期間で回復するものの、それまでは機体に対するすべての武器攻撃が「直撃判定」となり大きなダメージを受ける。スタッガーは敵味方問わず発生する。
ゲームデザイナーの意図としては、戦いの過程の中でプレイヤーの感情が動く瞬間を作るという狙いがあるとされ、ピンチやチャンスとなる緊迫感のある瞬間がゲーム内で頻繁に発生する。武器によって、実弾武器は距離減衰が大きいものの衝撃力が高いが、エネルギー武器は逆に衝撃力が低い、近接武器は制約こそ多いが威力・衝撃力がともに高いなど傾向が異なり、スタッガーに追い込みやすい武装や、スタッガー状態の相手からダメージを奪うのに向いた武装などを組み合わせて装備を選び、運用する必要が生じる。
ブースター速度の仕様変更
本作のブースターの速度は機体重量と比例し、軽ければ速くなるが重いと遅くなる。
アサルトブースト
過去シリーズ作に登場した「オーバードブースト」に代わる派生システム。前方（画面奥方向）に向かって高速移動する。過去作のオーバードブーストと大きく異なる点は、水平方向の高機動回避行動であるクイックブーストとの併用が可能、ターゲットアシスト（後述）との併用によるロックオン対象の自動追尾機能搭載等である。また、デメリットと引き換えの移動手段であったオーバードブーストと異なり、前方への移動距離こそ必要だが高度上昇を効率よく行える他、アサルトブースト中は自分の攻撃による衝撃力が増加し、敵からの攻撃による衝撃力が軽減される、システムアンロックにより追加攻撃でキック攻撃が行えるなど、スタッガーに関する立ち回りで得られるメリットが大きなものとなっている。
ターゲットアシストをONにした状態で発動するとロックオンした相手を自動追尾するが、ターゲットアシストを解除することによってロックオン対象を追尾せず、自由に左右に曲がったり上昇・下降することができる。アサルトブーストは、大きく2つの使い分けが可能になったことで、高速移動による被弾回避やロックオン対象への高速移動が容易となっている。
ブレードの仕様変更と格闘システム
左腕に装備可能なブレードなどの近接武器は、本作ではそれぞれモーションの異なるものが13種類登場しており、本作では過去作から大きく仕様が変更された。近接武器ごとに決められた回数内での連続攻撃や、攻撃ボタンの長押しによって強化された攻撃を繰り出せるチャージ攻撃が可能となり、ターゲットアシストやアサルトブーストの恩恵も相まって、空中斬りが過去作と比べて容易に出しやすくなっている。また、腕部に何も装備していない状態ではパンチを出すようになり、装備していた射撃武器が弾切れした際にも武器をパージすることで戦闘が継続出来るようになった。
パンチを含む近接武器は、格闘攻撃を出し終えるとオーバーヒート状態となり、一定期間は再攻撃ができなくなる。
パルスシールドの追加
左肩に装備可能な防御装備のカテゴリで、仕様・性能差が異なるいくつかの種類が存在する。
展開する事で正面から受けたダメージや機体負荷を軽減し、素の状態で受けると怯む攻撃や、各種妨害攻撃を完全に防ぐ。一度展開させてから解除するまでは、時間制限も維持のために消費するリソースもなく構え続けることができ、右肩武器など一部の攻撃はシールドを展開しながらでも併用が可能。ただし展開開始時にヒートゲージが蓄積（展開中は蓄積されず冷却を開始する）し、オーバーヒート状態では一定期間使用不能（発生時はイニシャルガードの時間分だけ展開し解除）になるほか、シールド展開中にスタッガー状態になると強制的にオーバーヒートとなる。一部攻撃やクイック・アサルトブースト動作中などは使用できず（同時使用しようとするとシールドが強制解除された後、ヒートゲージを蓄積しつつ再展開される）、また展開中に受けた（軽減込みの）衝撃力は、衝撃残留扱いとして蓄積されるペナルティを負う。
展開直後から一定時間内に攻撃を受けると「イニシャルガード」となり、その間に受けたダメージや衝撃を通常よりも大きく軽減させる事ができる。
PA干渉
武器のこの数値が高いと、パルスアーマー、パルスプロテクションに対して早く破壊できるようになる。パルスシールドでの防御時に発生する衝撃力（衝撃残留）の蓄積も増大する。パルスガンやパルスキャノンなどが高い傾向にある。
EN系武装の仕様変更
EN属性の武装は、本作では機体のENを消費しない弾数性に変更され、ジェネレーターにはEN系武装の威力を補正するパラメーターが設定された。
二脚タイプ以外の脚部パーツの特性差別化
過去作から登場する脚部パーツのうち逆関節、四脚、タンクタイプに対して、特性の強調や操作の追加が行われている。
またタイプによって、ブーストキックのモーション（発生速度、当たり判定）や衝撃力・衝撃残留も変化する。
逆関節
瞬発力に優れた脚部構造を強調する方向性として、ブースト無しの地上ジャンプ力が飛躍的に向上する。また、地上クイックブースト時は跳躍するような動作に変化し、ブースターパーツを上回る脚部パーツ固有の性能で速度や距離も伸びる。ブーストキックでの威力も増加する。難点はAPや搭載量の低さに加え、他の脚部より衝撃耐性が低い傾向がある。
四脚
追加操作として空中で各脚を展開し、省エネルギー消費で高度を維持するホバリングが可能になった。ホバリング中は機体総重量で移動速度が変化する。クイックブーストが併用可能だが、ホバリング中はエネルギー供給が発生しない。空中・ホバリング時、または一部カテゴリ・装備位置で「構え動作」が必要となる武器の影響を受けにくくなる。難点は全体的に高いエネルギー負荷。
タンク
脚部方向の直進速度に特化し、ほぼ全ての武器カテゴリや構え動作を伴う武器の攻撃時の影響を受けなくなる他、APや衝撃耐性はトップクラスに高い堅牢さを誇る。過去作と違い、上半身が360度旋回可能となっている。下半身の旋回動作が車輪走行に沿ったものとなるため、ブースト移動時の進行方向は下半身の旋回の影響を受けやすい。代わりに、クイックブースト時に機体の一部が若干浮き上がるのを利用した「ドリフトターン」で横滑りしながら旋回することが可能であり、小回りの利かなさをフォローする。難点はアサルトブーストを除く、ブーストでの垂直上昇の遅さ。また、ブースターパーツは脚部固有のもので固定され選択不能。
FCSの仕様変更
本作のFCSは過去作とは異なり、近距離、中距離、遠距離における射撃の命中精度・ロックオン速度を補正する。個別にミサイルロックのステータスも設定されており、ロックオンやマルチロック完了までの速度が各パーツごとに異なる。
スキャンの仕様
『ACV』シリーズで実装されたスキャンは任意発動型に変更。プレイヤー周囲に地形を貫通する索敵波を発し、敵機や後述する情報ログの位置を割り出す。割り出した敵機などは、索敵効果が続くまでの間は障害物越しでもロックオンが可能になる。
再使用までのクールタイムや索敵距離、索敵表示時間などは頭部パーツ性能に依存する。
OSチューン
仮想空間内で行われる設定の闘技場「アリーナ」を進めることによって発生する成長要素。ACのOSをカスタマイズし、特殊機能の解禁や機体性能の向上、チューン自体のアップデートを行う。チューンにはアリーナで敵ACを撃破する事で得られるOSTチップを消費する。チューンしたOSは費用を払う事で内容をリセット出来る。
種類は「システムアンロック」（機能解放。後述）、　「コアエクステンション」（コア拡張機能。後述）、「アタックコントロール」（攻撃強化。武器種・属性の威力強化やアクセス強化）、「ダメージコントロール」（防御強化。ダメージ軽減およびリペアキット強化）に分けられる。
システムアンロック
特定操作でのアクションを追加する。
アサルトブーストから派生可能な格闘攻撃動作「ブーストキック」、肩武器の代わりに予備の手持ち武器を背面に懸架して持ち替えを可能とする「ウェポンハンガー」、脚部パーツの積載超過を無効化にして出撃でき、不要な武装の手動パージを可能とする「ウェイトコントロール」、一定角度まで高速で旋回する「クイックターン」、自動ロックせず照準を完全手動操作に切り替える「マニュアルエイム」の全5種。ゲームデザイナーの意図としては、最初からできる操作を制限することで、プレイヤーが慣れるまで操作の情報量を減らすという目的があるとされる。取得することによって操作は複雑化するものの戦闘中の自由度が高まる。
コア拡張機能
コアに搭載可能な拡張機能。回数制であり、OSチューンのアップデートによって増加可能。発動後は冷却時間が発生する。
1種のみ選択可能。自機を中心に高威力・高衝撃力の球状範囲攻撃（距離減衰あり）を行う「アサルトアーマー」、自機周囲に被弾と時間で消耗する防壁を展開し攻撃や衝撃力をほぼ受け流す「パルスアーマー」、相手の攻撃や動きを阻害できる空間設置型防壁の「パルスプロテクション」、AP限界時に持続時間は短いが強固なパルスアーマーを展開し必ず残りAP1で耐える「ターミナルアーマー」の4種がある。コア拡張機能の各種アーマーは、機体負荷を予防する効果を持ち、自身がスタッガーの状態でも発動可能。
リペアキット
戦闘中に消費したAP（耐久値）を一定量回復する機能で、最大3回まで使用可能。使用時は移動に制限はないが、一時的に攻撃不能となる。補給シェルパを使用すれば使用回数を回復出来る。また回復量はOSチューンによって増量可能。
リペアキットの機能は自身のみならず、敵として登場するACにも存在しており、敵も戦闘中に回復行動を取る場合もある。
「アリーナ」や「ネスト（プレイヤー対人戦）」などでは、リペアキットが使用不能に設定されている場合もある。
ターゲットアシスト
ロックオンターゲットに合わせてカメラが自動追尾する機能。戦闘中にON/OFFを切り替えられる。ONにすることで乱戦中にも目標を見失わず視界に捉え続けることができるが、OFFにした方が移動方向への安定性や照準の追従性能が高くなる。ONにしたままでも手動によるカメラ操作が優先されるので、自動追尾を一時的に解除したり、ロックオン対象を変更したりすることが可能。
オートセーブ機能
本作のゲームデータはオートセーブによるデータ保存となっており、1つのハード機種につきセーブデータは1個である。異なるハード間でのデータコンバートは不可。但し、同じハード間でのバックアップ経由でのデータ移行は可能。また、ミッションにおけるチェックポイント通過後の状態もオートセーブされるが、こちらは一時セーブとなっており、電源が入っている限りは有効だが、ゲーム終了ないし電源を切った場合は一時セーブデータは消去される。尚、自分で作り上げたACは、ゲームデータとは別に機体図面としてデータセーブが可能。
ミッション
本作は複数のミッションで大型のボス敵が待ち構えている。これらのボスはリトライを繰り返して撃破することを前提に、以下の機能が実装されている。
チェックポイント
一部ミッションの途中に設定されたチェックポイント。ミッション中に撃墜された場合、AP、弾薬、リペア回数が全回復した状態で最後に通過したチェックポイントからゲームを再開可能。ゲーム再開前に機体アセンブル変更が可能。ミッション失敗時に最初からやり直す必要が無く、AC戦やボス戦では万全の状態で戦うことが可能である。
補給シェルパ
一部のミッションで道中に設置されている補給用コンテナ。使用した場合、AP、弾薬、リペア回数を全回復でき、パージした武装も再装着される。『ACV』でも同様の機能が実装されていたが、本作では無料で利用が可能な反面、使用はシェルパ一つにつき一回限りとなる。
ミッション離脱による修理費、弾薬費撤廃
修理費と弾薬費の清算はミッションクリア時のみ行い、ミッション失敗時の離脱では修理費と弾薬費の清算は行われない。
情報ログ
ミッション中、マップに点在する残骸にアクセスする事で情報ログと呼ばれるゲーム内資料を入手できる。回収したログはその場で表示されるほか、ガレージで参照することも可能。
ログハント
ミッション中に交戦、或いは特定の条件を達成すると出現する敵機を撃破することで入手可能な戦闘ログ。ログを一定数集めることでオールマインドから報奨としてパーツが支給される。ログハント対象の敵はタグ付けがされており、ロックオンサイトにアイコンが表示される。ミッションを再プレイする際に収集状態を確認可能。
その他
ゲーム起動時の「FROM SOFTWARE」ロゴの後に流れるオープニングムービーが本作では廃止された。初報PVが実質的にオープニングムービーの役割を果たしている。
過去作で実装されていた腕パーツの「腕部積載量」が復活。

## 設定

### 世界観
ISB2262 ルビコン3（Rubicon 3）
本作の舞台となる辺境の開発惑星。かつてコーラルの発見により発展したが、そのコーラルによって引き起こされた「アイビスの火」と呼ばれる災害によって、以降半世紀に渡って宙域ごと封鎖された。
現在も惑星封鎖機構によって厳重な監視下に置かれているが、消失したと思われていたコーラルが再確認されたことで企業が封鎖機構を掻い潜って戦力を送り込んでおり、アイビスの火を生き残った現地住民の末裔たちがそれに反発して結成したルビコン解放戦線との間で戦闘が散発している。
コーラル（Coral）
ルビコン3にて発見された新物質。エネルギー資源や情報導体としての利用のほか、ミールワームの飼料や向精神薬としても用いられる。アイビスの火で消失したと思われていたが、再発見のリークがあった事で、企業がその利権を求めてルビコン3に探査と独占を目的に戦力を送り込むこととなる。
文明を飛躍的に進歩させる程の可能性を秘めており、エネルギー源として見ればコーラルを動力にした兵器は50年以上無補給で稼働する、空間に残留するコーラルから無尽蔵のエネルギーが取り出せる等、ゲーム中でもその常識外れの性質を垣間見る事が出来る。
人類には単なる革新的な物質として認識されており、鉱産資源のように扱われているが、正体はルビコン在来の生命体であり、生体物質。またコーラル同士が繋がり合う事で生じたネットワーク上には人間と同等の知性を持った知的生命体として振る舞う「Cパルス変異波形」が誕生する事がある。地上に流出したコーラルには指向性を持った流れがあり、よりコーラルがある場所へ移動しようとする、鳥や魚の群知能にも似た特性がある。
真空中で爆発的に増殖する性質を持っており、この性質を危険視する人々からは、ひとたび宇宙空間へと進出すれば全宇宙に蔓延し、人類を脅かす存在となると予見されている。また知性を獲得したCパルス変異波形は、強化人間等の一部例外を除き人類側からは知的生命体として認知されていないにもかかわらず、ハッキングにより人類側の大量破壊兵器を乗っ取ったり、広域通信でアジテーションを行ったりと、さまざまな形の干渉を行うことができる。果ては有益な情報を企業や解放戦線に売却して換金、それをレイヴンに報酬として支払う事までやってのける。
アイビスの火（Fires of Ibis）
半世紀前にルビコン3を中心に発生した大災害。異常増殖を始めたコーラルをC兵器によって焼き払うも、炎上するコーラルはルビコン3だけでなく周辺星系をも巻き込んで甚大な汚染被害を及ぼした。この事件によってルビコン3の周辺宙域は惑星封鎖機構によって封鎖・監視されることとなる。この「アイビスの火」を生き延びたルビコン3の人々は俗に「灰被り」と呼ばれる。
強化人間（Augmented Human）
ACの操縦に最適化された改造人間。本作のACは強化人間でもない限り、全身を組み替えて即座に適応するのは困難である。
本作の強化人間はコーラルを使用した第1～第6世代、代替技術を用いた第7世代以降の2種類に分かれ、最新は第10世代となる。旧世代の強化人間は脳が焼かれる、謎の幻聴が聞こえるといった副作用があるものの、幻聴は調整、コーラルの焼き付きについては第9世代以降の強化手術施行で緩和できる。
実際の副作用の程度については作中の描写からは不明瞭で、主人公C4-621は「操縦以外の機能を失なった」とされるが、すくなくとも自力でACへ搭乗する程度の身体能力は残存している描写があり、また同世代のイグアスは豊かな感情表現を見せている。
識別コードはCx-(三桁番号)であり、xは強化人間の世代を示し、三桁番号は手術を受けた個人に割り当てられる。C4-621の場合、第4世代の強化手術を受けた621番を指す。
AC（Armored Core）
ACとは頭部、コア、腕部、脚部の外装4種と、ブースタ、FCS、ジェネレータの内装3種をある程度自由に換装できる人型ロボットである。企業や傭兵の戦闘兵器として用いられることもあれば、解体作業や宇宙船外活動にも用いられる。作中に登場するACパーツはいずれもルビコン3のカーマンラインや熱圏で活動可能であり、大気圏外運用を想定したブースタも開発されている。
ACの歴史は少なくともアイビスの火以前から見られ、ルビコン開発中期からあるエンゲブレト坑道ではルビコン調査技研が開発した無人AC「エフェメラ」の残骸がある。技研都市の地下では、MTから派生した最初期のACであるBAWS製のBASHOフレームで揃えられた機体の残骸が見られる。
ACは無人機の時代を終わらせたとされる。その一方で無人機に対する優位性がどこから来るのか分かっていない部分もある。ACは多様なアセンブルを組むことができるが、全身を組み替えたACを即座に乗りこなすのは強化人間でもない限り困難である。
詳細は不明瞭ながら「コア理論」なる概念が存在する。BAWS製の旧型ACはコア理論を忠実に再現しようとした機体であり、そのブースタは近接格闘に重きを置いている。また、コア理論から派生した近接主兵主義によってハンドガンが再評価される流れが起こった。ベイラムはかつて近接戦闘向けのFCSを開発したが、木星戦争での苦杯から後にミサイル性能を拡充したFCSを開発した。アーキバス先進開発局は長距離戦向けFCSを開発したが、これをコア理論に対する揺り戻しとする声がある。ルビコン調査技研がかつて開発した有人AC用のFCSは中距離を中心に全距離に対応したような性能であり、コア理論に忠実な調整であると説明されている。オールマインドによればコア理論の体現者として最も優れているのは独立傭兵であるとしており、操縦が自身の生死に直結する彼らにとってACとは肉体の延長であるべきと結論付けている。
一機だけでも既存の兵器では対処困難な超兵器のように扱われていた従来と違い、量産され汎用兵器となっている本作においてその戦闘能力は突出して高いとはいえず、BAWS製四脚MT、各種コーラル駆動兵器、惑星封鎖機構専用機体など劇中明確にACより格上と設定される兵器が多数登場する。またMT乗りも敵手がACであっても臆することなく戦闘を挑み、MTに撃破され戦死するネームドキャラクターも存在している。もともとACはMTより総じて高額で、コストパフォーマンスの面でも前述の高性能MTなどに劣るなど相対的にACの戦力価値が低下しているのが実情である。その一方で惑星封鎖機構およびストーリー最終版のV.IIスネイルを例外として、全ての組織の幹部搭乗員がACに搭乗しており、十分な戦力になる程扱いに長けた上級戦闘員用の兵器として一般的に認められているようである。
MT（Muscle Tracer）
ACの原型となった標準的な歩行ロボットで、戦闘用や作業用が存在する。
総じてACより安価で大量に調達、配備が容易であることからルビコン3で戦う諸勢力の主力兵器である。ルビコン解放戦線や企業勢力は現地企業のBAWS製のMTを用いている。RaDはBAWS製を用いつつも独自MTを開発しており、惑星封鎖機構も独自のMTを用いている。
C兵器
ルビコン調査技研が開発した、コーラルを動力源に採用した兵器。「アイビスの火」により技研が壊滅した後は新規生産は行われていない旧世代機であるが、以降数十年が経過した後も稼働状態を維持し、現行機を凌駕する高出力、高機動を誇る高性能機である。現存する機体は惑星封鎖機構に接収されており、中盤以降のボスキャラとして多数登場する。
AC用の隠しパーツにコーラルジェネレーターが存在し、自機のジェネレーターに換装することできる。

### 登場勢力

#### 企業
ベイラム・インダストリー（Balam Industries）
コーラルを求めてルビコンに進駐して来た星外企業のひとつでベイラムグループを形成している。物量により他勢力を圧倒する。シンプルな設計が特徴のACパーツや、実弾系兵装を開発している。直線的かつ硬質なデザインが特徴。
大豊核心工業集団（大丰核心工业集团 / Dafeng Core Industry Corporation）
ベイラム・インダストリーの同盟企業。読みは「ダーフォン」。「樹大枝細」をコンセプトとした重量感のある堅牢な形状のACパーツを開発している。そのコンセプト通り、外装パーツは末端に行くほど細くなりシンプルな機能のみ備えたものが多い。他にも実弾武器や爆発武器、ジェネレーターを開発している。
ベイラム本社と共にルビコンに戦力を派遣し、独立傭兵にも依頼を公示する。独立傭兵向けの依頼を広くばら撒いた所を621が頭角を現し、直接依頼を持ちかけるようになる。しかしウォルターは依頼内容に不満を抱いていき、621の価値を理解していないと判断され、ウォルターが話を付けてからは依頼が途切れることとなる。
レッドガン（Redguns）
ベイラムグループ専属AC部隊。ルビコンにおけるベイラムの主要戦力。ベイラム治安維持部隊を前身とする。総長はミシガンが務め、副長はナイルが務める。
「G」で始まるコールサインが与えられたACパイロットを抱えている。ACだけでの作戦行動を取ることもあれば、MT部隊を指揮して作戦に臨むこともある。
アーキバス・コーポレーション（Arquebus Corporation）
コーラルを求めてルビコン3に進駐して来た星外企業のひとつでアーキバスグループを形成している。先進技術によって他勢力に対する優位性を確保している。先進的なACパーツやEN兵装を開発しており、曲面的で洗練されたデザインが特徴。
アーキバス先進開発局（Arquebus Advanced Development Division, Arquebus ADD）
アーキバス社内の部局。スタンニードルランチャーを始め、コンセプトモデルと言えるACパーツや兵装を設計している。
シュナイダー（Schneider）
アーキバスの系列企業。主に空力性能に特化した軽量なACパーツを開発している。しかし特化すぎるあまりパイロットの安全性を軽視しすぎる部分がある。他にはブースターに加え、レーザー武器やパルス武器を開発しており、VCPLと共同でプラズマ武器の開発も担っている。
ヴェスパー（Vespers）
アーキバスグループの強化人間部隊。フロイトが首席隊長を務め、スネイルが次席隊長を務める。
「V」で始まるコールサインを持つ者が部隊長を務めている。
再教育センター（Re-education Center）
捕虜に対し「再教育」という名の洗脳を施す施設。コーラル反応調査の円滑化のため、ルビコンに仮設支部が設立された。対象は主に捕虜にしたルビコニアンだが、必要に応じて敵性企業の人員、不利益を引き起こした自社人員も対象としている。
ファクトリー（Factory）
再教育センターでの「再教育」が有効でなく、かつ一定の戦闘技能を持つ者が送られ、ACの制御用生体パーツへ変えてしまう施設。再教育センターとファクトリーの所長はスネイル。
無人ACの性能テストに際して、ファクトリーに胴まで残した部品を送るよう要請している。
BAWS（Belius Applied Weapon Systems）
ルビコン星内企業のひとつ。読みは「ボース」。社員はルビコン3の住民（ルビコニアン）で構成されており、顧客を選ばずルビコン解放戦線や星外企業のどちらにも兵器販売をしている。MTやAC用パーツ、砲台等多様な兵器を製造しており、その中でも四脚MTは火力や装甲面でACを上回る。
惑星封鎖によって星外企業との間で技術格差が生じており打開を模索している。各勢力に販売して得られた資金はエルカノに回されている。
AC用パーツの名称は松尾芭蕉とその高弟である蕉門十哲の俳人名に由来している。
エルカノ（Elcano Foundry）
ルビコン星内企業のひとつ。鍛造を専門とする製鉄業から発展し、軽さと強度を両立したACパーツを製造している。シュナイダーの機体を解析したり、ファーロンから技術供与を受けたことで新型機を完成させる。
ファーロン・ダイナミクス（Furlong Dynamics）
ミサイルを中心に開発しており、その他にもブースターやFCSを手掛ける星外企業。
ある独立傭兵からは「古狸」と称されており、終盤ではエルカノに技術供与を確約する。
メリニット（Melinite）
爆発物の開発に長けた星外企業。バズーカやグレネードランチャーなどの爆発兵器で知られており、炸薬から砲身まで全てを自ら手掛けるこだわりから「業界の花火職人」の異名を持つ。
タキガワ・ハーモニクス（Takigawa Harmonics）
パルス系兵装の開発に長けた星外企業。パルスブレードやパルスガン、パルスシールドを開発している。
VCPL（Vice and Cohen Plasma Laboratory）
プラズマ兵装の開発に長けた星外企業。プラズマライフルやプラズマミサイルを開発している。

#### 組織
ルビコン解放戦線（Rubicon Liberation Front, RLF）
ルビコニアンによって結成された反星外企業を掲げる武装組織。利益追求のためにコーラルを略奪していく星外企業を敵視し、「灰被りて我らあり」をモットーにルビコン全域で武力闘争を繰り広げている。
サム・ドルマヤンの思想を精神的な支柱とした組織であり、コーラルを神聖視し、ドルマヤンの警句「コーラルよ、ルビコンと共にあれ」の本来の意味を知ろうとはせず、合言葉のように言う。
BAWSなどのルビコン系企業の支援を受けて活動しており、交易の要衝を武装化した軍事要塞「壁」や武装採掘艦「ストライダー」を保有する。
豊富な資金と物量を持ち、AC等の新兵器を多数擁する星外企業との戦いではやや劣勢にある。
ドーザー（Doser）
ルビコンの地表を覆う「グリッド」と呼ばれるメガストラクチャを根城とする武装集団、あるいは武器商人。
名は「Overdoser」の略語で、薬物中毒者を意味する。それが示す通り、構成員には向精神薬としてコーラルを服用するコーラル中毒者が少なからず混じっているとされる。
RaD（Reuse and Development）
ドーザーの一派のひとつ。読みは「ラッド」。ベリウス西部のグリッド086を拠点としている。
3年前のシンダー・カーラの加入によって状況が変わり、様々なMTを開発し武装する一大勢力となった。自作MTの販売やAC用パーツの開発も行っている。621が最初に搭乗するAC「LOADER 4」の外装はすべてRaD製である。
ジャンカー・コヨーテス（Junker Coyotes）
ドーザーの最大勢力。中央氷原側の汚染区域に位置するグリッド012や、ベリウス北部のグリッドなどを拠点としている。現在の頭目であるオーネスト・ブルートゥはかつてRaDに所属しており、資金と技術を持ち逃げしたためRaDとは敵対関係にある。
惑星封鎖機構（Planetary Closure Administration, PCA）
宇宙政府による軍。アイビスの火以降、ルビコン3及びその周辺宙域を封鎖している。宇宙では衛星砲によってルビコン3に入ろうとする船を迎撃している。星内ではウォッチポイントの警備や現場監査等を行うサブジェクトガード（SG）が展開しており、星内の封鎖域における戦闘を行う勢力に対し例外なく即座に沈静化を行う執行部隊が存在する。所属する人員は「システム」と呼ばれるAIに「コード」という暗号通信を送信した後、その判断を仰ぎ指示通りに任務を遂行するが、システムの判断が下されないと増援の要請や作戦行動の変更、撤退すらできない。
運用兵器はBAWS製とは異なる独自の軽MTの他、レーザー砲やレールガンで武装した強襲艦、高性能なライト・キャバルリー（LC）、ヘビー・キャバルリー（HC）、エクドロモイなどを用いている。一方で傭兵の雇用や依頼は行っていない関係上ACはごく一部の例外を除いて運用は行われていない。
コーラルや惑星封鎖に関わる重要拠点の防衛用にC兵器も保有し、星外企業の手がコーラルに迫るとシステムの許可の後にそれらを起動する。
ルビコン調査技研（Rubicon III Research Institute）
通称「技研」。かつてルビコン3でコーラルの研究を行っていた組織。アイビスの火で壊滅したが、それ以前に開発された「C兵器」と呼ばれるコーラルを利用した特殊兵器が残されており、惑星封鎖機構によって運用されている。
過去にはコーラル動力の無人AC（有人操縦は可能だがパイロットの安全は保証してない）、AC用のコーラル兵装を開発していた時期があり、ミッション中の隠しパーツとして入手できる。これらの開発から得た極致が、人型無人兵器「アイビスシリーズ」である。
地下に技研都市と呼ばれる大都市とコーラルを吸い上げるバスキュラープラント、海には洋上都市ザイレムを建造していたが全て放棄されている。
オールマインド（ALLMIND）
すべての傭兵の支援を行う組織。その起源は謎に包まれている。ルビコンで活動する登録傭兵に対して、トレーニングやアリーナといった戦闘技能の向上や検証が可能な仮想空間上のプログラムや、パーツショップへのアクセスに至るまで様々なサービスを提供している。機体の戦闘データの収集と分析に興味を示しており、ログハント・プログラムでは特定の標的を撃破した者に実験的なACパーツを報酬として与えている。神経工学部門を擁する。
ブランチ（Branch）
4人の傭兵で構成される独立傭兵集団。ルビコン星系で活動するハクティビストの集まり。
構成員が入れ替わり続けることで匿名性と独立性を維持している。キングは今の1人目、シャルトルーズは今の2人目である。621がIDを拝借したレイヴンもブランチ所属である。
オーバーシアー（Overseer）
アイビスの火を教訓として組織された観測者達の秘密結社。コーラルの動静を監視しており、コーラルが増えすぎることを阻止するため、数十年に渡って活動している。
かつてアイビスの火を招いた者たちと関わりのある人物も参加しており、コーラルを危険視し消滅させるために行動を起こす。
独立傭兵（Independent Mercenary）
特定の企業や組織に属さず、報酬を貰い各所からの依頼を遂行する人々。基本的にはオールマインドに登録しており、ライセンスを持つ。オールマインドに登録していない傭兵も存在するが、不審な存在として見られる。
基本的に金で雇われ、依頼次第で味方にも敵にもなる存在なのでその流動的な振る舞いを嫌う者も多い。
己の腕前とそれがもたらす結果、名声、畏怖から名が知られた個性的な独立傭兵が数多く登場する。

## 登場人物
同シリーズの例にもれず各キャラクターの容姿が明確に描写されることはなく、作中のSTVの画稿等で個人（ヴェスパー部隊などの所属は明かされているが、どの人物が誰なのかは不明確）や顔をぼかした形で描かれるのみで基本的に通信機等を介した音声のみでの登場となる。
多くの登場人物は仮想空間で行われる闘技場「アリーナ」でデータ上の敵としても登場し、その際のフレーバーテキストを通して、本編では語り切れなかった人物の背景や人物像を知ることができるようになっている。

### 主要人物
C4-621 レイヴン（Raven）
主人公（プレイヤーキャラクター）。ハンドラー・ウォルターと共に惑星ルビコン3に密航してきた第4世代の強化人間。
物語の冒頭にて独立傭兵の身分を偽造するため、汚染市街で発見したACの残骸から登録番号Rb23、ランクFの「レイヴン」のIDを入手し、以降は独立傭兵レイヴン（の偽者）として振る舞う。
「ACを操縦するのに必要な機能以外は切り捨てられているため、感情の殆どを失っている」とされ、作中で言葉を発するシーンはない。ゲーム本編では姿が描かれないものの、 前日譚となるストーリートレイラー (PV) では、全身を樹脂テープのようなものに覆われ機械に接続された、性別や容姿を判別できない姿で登場する。
ウォルターからは「莫大な財産を獲得して再手術を受け、普通の人間に戻って失った人生を買い戻す」という目標を与えられており、ウォルターからの指示に従う形で、ルビコン3で闘争を繰り広げる各勢力に加勢する。やがては各勢力から、依頼次第で頼もしい味方にも恐るべき敵にもなる、凄腕の傭兵として一目置かれる存在となっていく。ウォルターからは「621」と呼ばれるが、エアや多くの登場人物からは「レイヴン」、レッドガン部隊からは「G13（ガンズ・サーティーン）」のコールサインで、ラスティからは「壁越え」で共に戦った経緯から「戦友」、カーラを始めとするドーザー勢力からは余所者としての出会いから「ビジター」と呼ばれる等、物語の進行に応じて呼び名が増えていく。
AC LOADER 4
621が搭乗するAC。デフォルトの機体名として「LOADER 4」という名称が設定されているが、この名前は半角英数字かつ18字以内で変更可。また、フレームや武装といった見た目を左右する外装パーツから、ジェネレーターなどの内部パーツまで、あらゆるパーツを所持している範囲内で組み換え可能で、カラーリングやマーキングも自由に変更可能。
ただしゲーム1周目開始直後のチュートリアルミッション「密航」のみ、初期装備のままの「LOADER 4」を操作して、ミッションのボスキャラクターである惑星封鎖機構大型武装ヘリと戦う必要がある。初期状態では防御性能こそ低いものの軽量低負荷なRaD製の探査機用二脚フレームに、低性能ながらもごく軽量のジェネレーターが搭載され、総重量を軽量機並みに抑えることで旧式のブースターでも軽快に立ち回れる構成となっている。初期武装は低威力だが連射可能なアサルトライフル、肩部に搭載された小型の4連ミサイルポッド、高威力で2回攻撃が可能な近接武器パルスブレード。初期機体色は褐色がかったグレー。ゲーム中ではプリセットデータを用いて初期状態の構成やカラーリングや機体名に戻すことが可能。
AC テンダーフット（TENDERFOOT）
本作の早期購入特典として、プリセットデータと必要パーツがDLCとして配信されたAC。濃紺と黒と赤紫を基調としたカラーリングの二脚ACで、621がレッドガン部隊から与えられたG13のコールサインがマーキングされ、レッドガン部隊に共通する片側の肩を赤く塗装した意匠が施されている。基本的にはG5イグアスの搭乗ACヘッドブリンガーの色違いだが、他のプリセットデータと異なり、カラーリングやマーキングを維持したままフレーム以外のパーツ（武装、インナーパーツ）の自由な変更が可能。変更可能なパーツの初期装備はLOADER 4と同一。
AC JAILBREAK
チャプター5にて621がACを奪われ収容施設に監禁された際、脱獄のため一時的に搭乗するAC。用廃機として捨て置かれた、装甲の一部が剥げ落ち錆びだらけのBAWS製旧型二脚ACのジャンクパーツの寄せ集めで構成されており、RaDの技術者集団が修理して何とか稼働するが性能は低い。武装は低威力でサブウェポン向きのサブマシンガン、攻撃力がない代わりに敵味方のロックオンを阻害するジャミング弾、高威力だがリロードが遅い肩部拡散バズーカ。なおミッションから無事生還すると、フレームに使われているジャンクパーツがパーツとして使用可能になる。

ハンドラー・ウォルター（Handler Walter）
声 - 坂詰貴之
C4-621を惑星ルビコン3へ送り込んだ男。
621に変わって対外交渉を担う他、作戦行動時にはオペレーターもこなし、621とともにコーラルの密集地である「集積コーラル」を目指す。
621のことを番号で呼び、次々と過酷で非情な任務を与える一方、621の任務遂行能力を高く評価しており、体調や心理面への影響を細やかに気遣い、621が他人から侮辱されたり見くびられたりした際には猛然と抗議するなど、621に対して情のあるような言動を見せる。
正体は「アイビスの火」の関係者で、コーラルを危険視しコーラルを根絶することで大災害を未然に防ぐことを目的とする結社「オーバーシアー」の一員。
621には詳しい事情を明かさないながらも、計画の同志、あるいは後継者として導こうとする。ただし物語終盤でプレイヤーが彼と敵対する選択をした場合も、621が自ら選んだ選択に敬意を払おうとする姿勢を見せる。
終盤で621が罠にかかり、虜囚となった際は脱出手段を準備して命がけで脱獄させ、代わりに捕らえられた。その後のスネイルの台詞から再教育センターに送られたらしく、何らかの処置を施されたのか「ルビコンの解放者」ルートでは企業の命令をうわごとのように呟きながら、本来の使命を果たそうと621に立ちはだかり、エアの声も感知している。
IB-C03: HAL 826
ウォルターが搭乗する機体。621がウォルターと敵対する選択をした場合に進むことができる「ルビコンの解放者」ルートにおいてラスボス機体として登場。コーラルを動力源とするコーラルジェネレーターを搭載し、コーラル兵器で武装している。ルビコン調査技研が開発した兵器アイビスシリーズに連なる最終後継機であり系列機としては唯一の有人機であり、コーラル破綻に備えて作られた「最後の安全弁」であるとされている。カラーリングはメタリックレッド。他のアイビスシリーズと異なりACと互換性のあるパーツで構成されており、撃破すると次の周回からパーツとしての使用が可能になる。

エア（Ayre）
声 - ファイルーズあい
劇中にてC4-621がミッション中にコーラルの爆発に巻き込まれ、本来であれば致死量となるコーラルを浴びた際に621の意識を繋ぎ留め、それをきっかけに、脳内に「交信」を行ってくるようになった謎の声。「ルビコニアン」を自称し、終盤では自らの目的のため621に協力を依頼する。
ウォルターをはじめとする周囲の人間にその声は届いておらず、621から報告を受けたウォルターは「旧世代の強化人間にありがちな幻聴」と認識している。一方でエアはウォルターたちの声などの621を取り巻く状況を認識できており、621に対して情報収集やハッキング等の支援を担う。621がコーラルを用いた技術で強化手術を受けていたことが要因で、621との交信が可能になった。通信ではなくコーラルを介した交信でやり取りを行うため、ECMの影響下にあっても彼女とは交流が可能。
正体はコーラルの形成したネットワーク上に生じた情報生命体、「Cパルス変異波形」の一つ。資源として人類に消費されるコーラルを「同胞」と認識する。コーラルと人類の共存という、ウォルターの目的とは相容れない「願い」を抱いており、ウォルターたちの計画を知った終盤では621に協力を依頼する。ウォルターたちが危惧する危機に対しては具体的な回避策を持っていないものの、将来的には解決方法が見つかるはずという考えを持つ。
初めて自分を認知した621にはコーラルと人の共存を目指すパートナーとして信頼を置いており、ルビコンやコーラルについて知ってもらうため仕事の依頼をしたり、自らの理想を語ったりする。
コーラル技術を用いた強化人間以外にはその存在を認知出来ず、イグアスのようにはっきりとした声として聞こえず耳鳴りとして感じられる事もあり、外からその存在を知る事は難しいがエア自身は外部への干渉が可能で、コーラルを用いた機体ならばACの操縦も可能。
IB-07: SOL 644
エアによって操作される機体。621がエアと敵対する選択をした場合に進むことができる「レイヴンの火」ルートにおいてラスボス機体として登場。各種コーラル兵器で武装しており、人型から鳥のような飛行形態や砲撃形態へ変形する機構を備え、ACとはパーツの互換性のないフレームが用いられている。機体名はルビコン調査技研が開発した兵器アイビスシリーズに連なる機体であることを示唆するものとなっているが、ゲーム本編中では出自についての説明がない。
AC エコー（ECHO）
エアによって操作される二脚AC。他のエンディングを見た後のゲーム3周目で選択できる「賽は投げられた」ルートの最終ミッション（ラスボス戦）において味方機として登場し、621を援護する。ルビコン調査技研が開発した無人ACエフェメラのフレームに、技研のコーラル兵器を搭載した構成で、女性的なボディに異形の頭部を備えた外見。チャプター4で敵機体として登場する無人ACエフェメラとはカラーリングが異なり、SOL 644と同様の白とピンクのカラーリングとなっている。
武装として、フロム・ソフトウェアの多くの作品に共通して登場し斬撃の軌跡を刃として投射する剣「MOONLIGHT」を左手に装備する。エフェメラも同様の装備を持つが、エフェメラのMOONLIGHTがEN属性の斬撃を飛ばすのに対し、エコーのMOONLIGHTはコーラル属性の斬撃を飛ばす。

オールマインド（ALLMIND）
声 - 潘めぐみ
「全ての傭兵のための支援システム」を名乗り、傭兵に支援を行う存在。
「オールマインド」は組織名でもあるが、ゲーム中では同じ「オールマインド」を名乗る女性のアナウンスが、傭兵「レイヴン」の名義を引き継いだ621へと接触してくる。ミッションが進むごとにシミュレータ上に用意されたトレーニングやアリーナを開放するナビゲーターのような役割であり、ゲームの2周目以降は作成したAIのデータを統合するという目的でアリーナに新たにシミュレータを追加する。実は独自の目的を持っており、ゲーム本編を2周、3周と繰り返すことで、企業によるコーラル採掘計画に乗じコーラルを宇宙に解き放ち人類の新たな進化へと導く「コーラルリリース」という計画がオールマインドの真の目的であることが判明する。企業によって集積されたコーラルに対して、Cパルス変異波形と交信した第4世代以下の強化人間を通じてアクセスし、これを宇宙全体に解き放つというのがその計画の大要である。
本作の黒幕的な存在と言えるが、621を味方にすることが出来なかった場合はCパルス変異波形へのアクセスを得ることができずに計画は早々に瓦解しており、621を味方にすることが出来た場合でも621を含めた複数の協力者の離反により、計画は621およびエアにより乗っ取られる形で終わることとなる。
AC マインドα（MIND ALPHA）
ゲーム2周目から参加可能な第2のアリーナ「ANALYSIS」で最初の撃破目標として登場する二脚型AC。オールマインド製のパーツで構成されており、右肩には本体から分離して追随し自立攻撃を行うレーザーオービットを装備するほか、スッラのACエンタングルが装備しているものと同型の連鎖爆発する特殊バズーカや特殊ミサイル、六文銭のACシノビが装備している近接武器と同型のプラズマ爆雷投射機を装備する。更なる改良のためと称し、621に仮想空間での模擬戦を申し込んでくる。
AC マインドβ（MIND BETA）
ゲーム2周目から参加可能な第2のアリーナ「ANALYSIS」に登場する二脚型AC。マインドαの改良型で、オールマインド製のパーツで構成されている。オールマインドによれば、そのまま実戦に投入しても優れた傭兵と同等の働きをするであろうとされる。
右手に装備するオールマインドが開発したマルチENライフル「KRSV」は、通常時はレーザーライフルとプラズマライフルの銃身を束ねた形状をした複合武装で、チャージ攻撃時には変形して2つの銃身が1つに合体し、3段階目までチャージすることで（残弾数の大量消費と引き換えに）手持ち射撃武器の中でもトップクラスの威力で広範囲を爆風に巻き込む攻撃が可能。右肩にはマインドα、γと共通のレーザーオービットを、左半身にはアーキバス製のダガーやパルスシールドを装備する。
ケイト・マークソンの搭乗ACトランスクライバーと同一の構成となっており、カラーリングも同じ。
AC マインドγ（MIND GAMMA）
ゲーム2周目から参加可能な第2のアリーナ「ANALYSIS」に登場する逆関節型AC。マインドβの改良型で、右半身にはマインドβと同様、「KRSV」やレーザーオービットといったオールマインド製の武装を、左半身にはG5イグアスのACヘッドブリンガーが装備しているものと同型のベイラム製サブマシンガンとタキガワ・ハーモニクス製パルスシールドを装備する。イグアスの項も参照。
IA-27: ゴースト（GHOST）
621の行く先々に複数体で現れ621を狙う、神出鬼没の所属不明MTたち。モニター欺瞞方式のジャミングにより自らの姿を消しロックオンを妨害する機能を備える。
621をコーラルリリース計画における危険因子と認識し、敵対する。しばしばフィールドに残された残骸としても登場し、コーラルリリース計画に関する情報ログを残す。621がコーラルリリース計画に協力する「賽は投げられた」ルートの終盤では、これらの機体がオールマインドによって操られる無人機体であったことが明かされるが、この際には621と敵対する立場となったシンダー・カーラに制御を奪われ、オールマインドとの協力関係にも関わらず結局は敵機体として登場する。

### ベイラムグループ
G1 ミシガン（G1 Michigan）
声 - 佐藤せつじ
レッドガンの総長。搭乗ACは「ライガーテイル」。アリーナランクは02/S。
かつて木星戦争で活躍した伝説的な軍人。ベイラムと競合していたファーロン武装船団の指揮官を務めていたが、ナイルから一杯の酒で説得され、ベイラム入りした。
敵味方から「歩く地獄」と称され、軍人然とした口調で部隊員を厳しく罵倒しながら叱りつける厳格な男だが、優れた指揮能力と気配りの細やかさから部隊員からは慕われている。ベイラムのバウンティボードに自身を登録しており、死亡時の懸賞金のうち半分は古巣のファーロンの同僚たちに分け与えられるようにしている。
ウォルターとは旧知の間柄であり、ガリア多重ダムの襲撃に際しては621に空席となったG13のコールサインを貸与する。
始めこそ621を「うちの役立たずにつけられた安いオマケ」と呼ぶが、壁越えにアイスワーム撃破、ラッキーナンバーG13をつけて生き残り続ける、と実績を積み重ねていくにつれて腕前を評価するようになっていく。
終盤のアーキバスによるミッション「レッドガン部隊迎撃」において主力MT部隊を率いて621と激突、アイスワーム戦すら愉快な遠足と呼んでいたミシガンも621と対峙する際には愉快な遠足は終わったと本気の死闘に挑む。
最期はミシガンは転んで死んだと伝記に書くよう言い残して戦死し、以後ベイラムはコーラル争いから脱落することとなる。尚621が依頼を受けなかった場合はラスティに敗れ、ウォルター曰く奴らしい最期を飾って戦死する。
AC ライガーテイル（LIGER TAIL）
ミッション「レッドガン部隊迎撃」で敵対することとなった621を迎撃するため、ミシガンが搭乗する重四脚型のAC。実弾系と爆発系の武装を主体とし、右腕には大型のガトリングガン、左腕にはコンテナから大量の炸裂弾を散布する近接距離用武装「太陽守」を装備し、肩部には2連装のグレネードキャノンと、着弾直前に小型ミサイルへと分裂する2連8分裂ミサイルを装備する。50機以上のMTやヘリコプターを随伴する。

G2 ナイル（G2 Nile）
声 - 小松史法
レッドガンの副長。搭乗ACは「ディープダウン」。アリーナランクは07/A。
レッドガンの前身であるベイラム治安維持部隊のリーダーで、突出した検挙率を誇る軍警であった。しかしファーロン武装船団の指揮官であったミシガンを捕らえることはできず、万策尽きて一杯の酒でミシガンを迎え入れた。レッドガンではミシガンを総長とし、自身は副官のポジションに収まった。
本編では2周目以降の追加ミッション「捕虜救出」に登場。ルビコン解放戦線の輸送ヘリの撃墜に向かうが護衛していた621と対峙し、あのミシガンが興味を示した傭兵がどんなものか試すが、あえなく撃破される。
G3 五花海（G3 Wu Huahai）
声 - 後藤ヒロキ
レッドガン隊員のひとり。搭乗ACは「鯉龍（リーロン）」。アリーナランクは22/D。
詐欺師であり、彼が開いた「風水薬房」の悪徳商法はベイラム経済圏の市民を蝕むほどになった。その後、ナイルによって叩き潰された。レッドガン入りしてからはヴォルタに商売を教えている。
他の部隊と共にウォッチポイント・アルファの調査をするが、現地の無人兵器による攻撃や、後から追ってきたアーキバスの攻撃でベイラムは劣勢に陥り、アーキバスへ寝返る。メーテルリンクと行動を共にしていたところを621に撃破される。
G4 ヴォルタ（G4 Volta）
声 - 江頭宏哉
621とイグアスと共働でガリア多重ダム襲撃を担ったレッドガン隊員。搭乗ACは「キャノンヘッド」。アリーナランクは17/C。
イグアスとは悪友であり、共に喧嘩に明け暮れる日々を送っていたが、ある日ミシガンに喧嘩を売りイグアスと共に全く手も足も出ない程叩きのめされる鉄拳制裁を受けた。その後、「青少年の健全育成」としてレッドガンで教育を受けることとなる。イグアスと共にミシガンの顔面に一発殴り込んでから抜けるという目標を立てていたが、7年経っても達成される見込みはなく、内心諦めた彼は五花海から商売を学んでいる。
ベイラム主導の「壁越え」作戦で戦死したことが語られている。
AC キャノンヘッド（CANNON HEAD）
G4ヴォルタが搭乗する重タンク脚型のAC。戦車のような外観を持つ。タンク脚の特性で反動の影響を受けない高火力の武装と地上での高い機動性、高い耐久力を併せ持つ。
ミッション「多重ダム襲撃」ではG5イグアスのACヘッドブリンガーと共にゲーム内で初めての味方機として登場し、621と共闘するが、2周目以降ではプレイヤーの選択により途中から敵対することができ、対応によりその後のストーリーが分岐する。
621が参加するアーキバス主導の「壁越え」ミッションでは、既に撃破された残骸として登場。プレイヤーが接近して残骸を調べると、イグアスに宛てた最期の会話を記録したレポートを発見することができる。

G5 イグアス（G5 Iguazu）
声 - 土田大
621とヴォルタと共にガリア多重ダム襲撃を行ったレッドガン隊員。搭乗ACは「ヘッドブリンガー」。アリーナランクは19/D。
博徒だったが大きな賭けに負けて、第四世代強化人間の手術を受けることとなった。ヴォルタとは悪友で、共に喧嘩に明け暮れる日々を送っていたが、ミシガンに喧嘩を売ったことで、顔面が変形するほどの鉄拳制裁を受けた。以降はヴォルタと共にレッドガンで教育を受け、ミシガンに一発食らわせるという目標を立てる。
621のことを「野良犬」と呼び、初対面時には格下扱いして見下していたものの、ガリア多重ダムでの621の活躍を受け、次第にライバル意識を向けるようになる。621とは同じ第四世代強化人間だが、自分と621の間にある強さの違いを実感し、苦しむこととなる。ゲーム1周目では大きな活躍や見せ場もないまま、終盤で621に決闘を挑んで返り討ちにされるやられ役として退場するが、ゲーム本編を2周、3周と繰り返すことで物語上の位置づけが変化し、次第に敵役として大きな存在となっていく。
第四世代強化人間の手術はコーラル技術を用いているためか、621と共にエアが登場すると耳鳴りに悩まされている。最終的にはエアを「耳鳴りの原因」と断ずる。
AC ヘッドブリンガー（HEAD BRINGER）
イグアスが搭乗する二脚ACで、全距離で満遍なく戦えるバランス型の構成。フレームにはベイラム製の量産向け中量二脚フレームを軽量化し実戦向けにカスタマイズしたパーツが用いられ、腕部にはリニアライフルとマシンガン、肩部には小型ミサイルポッドとパルスシールドを装備する。パルスシールドはイニシャルガードよりも通常ガードの性能を重視したもので、シールドを常に構え続けながらでもライフルとミサイルの併用が可能。
G4ヴォルタのACキャノンヘッド共に最初の味方機として登場し、その後は味方や敵として幾度となく登場する。
チャプター4で敵として登場する際には武装や性能がやや異なっており、肩部のパルスシールドのかわりにレーザーオービットを装備するなど、パーツの一部がオールマインド製のものに置き換えられている。
オールマインド（ALLMIND）
他のエンディングを見た後のゲーム3周目に選択できる「賽は投げられた」ルートにおいてラスボスとして登場。621に敗れ続けた末に戦死し、死後オールマインドに取り込まれて一体化したイグアスの機体。621に対する強い敵愾心から、オールマインドにも制御が効かない存在となっており、闘争心を剥き出しにして621に挑む。
第1形態ではANALYSISに登場するマインドγと同一構成の機体だが、撃破されると「身体」を乗り捨てて第2形態に移行する。第2形態は「レイヴンの火」ルートのラスボスであるIB-07: SOL 644と酷似したフレームとなっているが頭部や武装、ブースターからの噴煙の色などが異なり、可変式マルチエネルギーユニットと脚部レーザーキャノンを装備する。機体名はいずれも「ALLMIND」。

G6 レッド（G6 Red）
声 - 岡井カツノリ
レッドガンの末席。搭乗ACは「ハーミット」。アリーナランクは27/F。
木星戦争でのミシガンの活躍を報道を通じて見ており、彼に憧れるようになる。貧しいながら兄妹を養いながら訓練を積み重ね、挨拶ひとつでレッドガン入りを果たした。独立傭兵向けの公示やブリーフィングを担当する。
ストーリーの終盤ではウォッチポイント・アルファの探査に参加する。ベイラム部隊は壊滅状態に陥り、「賽は投げられた」ルートではアーキバスによるベイラム残党狩りで窮地に陥っていた状況で621に助けを求める。救助しなかった場合は死亡し、救助した場合も極度のストレス状態から錯乱して621に襲いかかる。
G7 ハークラー（G7 Hakra）
最初のミッション「密航」にて名前のみ登場。登録番号Rb29。元アリーナランクは22/D。
621が独立傭兵のライセンスを求めてACの残骸を捜索していたところ、彼の擱座した機体を見つけるが、企業所属で足がつく可能性を考慮してライセンスの拝借はしなかった。
ケネベック（Kennebec）
ミシガンと共にウォッチポイント・アルファでの作戦に参加。アーキバス側がAC単騎で迎え撃ったことに憤るが、ミシガンから621の実力を侮っていることを叱責される。
オールバニー（Albany）
ミシガンと共にウォッチポイント・アルファでの作戦に参加。イグアスのことを負けが込んで逃げ出したと評する。
ポトマック（Potomak）
ミシガンと共にウォッチポイント・アルファでの作戦に参加。ミシガンの乗機ACライガーテイルの整備を担当する。
オオサワ（Osawa）
ミシガンと共にウォッチポイント・アルファでの作戦に参加。オールバニーのイグアスに対する評価に対し、ミシガンは「イグアスはお前らの100倍は強く、G13はその20倍は強い」と叱責し「計算してみろ」と言ったところ、真面目に「2000倍です」と答えたためにミシガンから「数学が得意なオオサワ」と評される。
大豊 パイロット訓練生（Dafeng Student Pilot）
外部アーキテクトを施したACをレッドガンに輸送する任務に当たっていた人物。シュナイダーから撃破依頼を受けた621と遭遇し、応戦するものの撃破される。最期には、自分もコールサインが欲しかったと述べる。

### アーキバスグループ
V.I フロイト（V.I Freud）
声 - 沖野晃司
ヴェスパー第1隊長。搭乗ACは「ロックスミス」。アリーナランクは01/S。
アイランド・フォーの動乱で作戦成功率94.7％を記録したエースパイロット。ACを駆り戦うことや戦闘技能を上達させることに快楽を見出している。その人間離れした技量から強化人間であると噂されているが、彼自身は純粋な人間であり、日々の小さな進歩を喜ぶ鍛錬の積み重ねによって高いAC操縦技術を獲得した。
ヴェスパーの第1隊長ではあるものの、組織運営に携わっている様子は見られない。彼が駆るロックスミスは基本的にアーキバス系列のフレームを使用するヴェスパー隊のACとしては異例で、敵対企業のベイラム製のフレームも使用している。
ゲーム中ではチャプター5で「レイヴンの火」ルートに進んだ場合のミッション「企業勢力迎撃」で敵として登場。任務を遂行することにも命を奪い合う意味にも無頓着な、ゲームに熱中するかのような態度で621と交戦する。
V.II スネイル（V.II Snail）
声 - 手塚ヒロミチ
ヴェスパー第2隊長。搭乗ACは「オープンフェイス」。アリーナランクは06/A。
第2隊長ではあるがヴェスパー全体の指揮官として活動している。第8世代の強化人間だが、新しい術式が普及する度に再手術を繰り返している。その安全性を確認するため、多くの強化人間が死亡していった。
危険な強化手術を生き延びてきたためか、人一倍強いエリート意識を持ち、しばしば621を駄犬と呼び見下す姿勢を崩さず、その格下の存在が自分やアーキバスと言った高位な存在に楯突く事を嫌悪している。内心ではアーキバス上層部やヴェスパーの部下たちにも不満を抱えており、自分こそが企業アーキバスの体現者であるという自負を持つ。
再教育センター、ファクトリーのトップも兼任しており、無人AC、ファクトリーによって制御パーツにされた囚人を使ったAC、有人ACの違いを探る実験の様子をアーカイブで見る事が出来る。
同僚からは良く思われていないようで、あるミッションでは部下がスネイルに対する愚痴をこぼす様子が見れる。
一方でヴェスパーの実質的な指揮官に足るだけの十分な戦闘能力、作戦指揮能力をもっており、囮による釣り出しと自身の操縦するACによる狙撃との複合作戦により作中で唯一C4-621の撃破に成功した人物である。また危険な任務であっても自らACを操縦して出撃することは厭わない。
AC オープンフェイス（OPEN FAITH）
スネイルが搭乗する重量二脚AC。呉越同舟のチームで戦うチャプター3のミッション「アイスワーム撃破」はG5イグアスのACヘッドブリンガー、チャティ・スティックのACサーカスと共に味方機として登場するが、アーキバスとの敵対を深める終盤では、プレイヤーが選択したルートによって展開は異なるものの敵として登場する。
アーキバス先進開発局製のパーツで構成されており、積載能力の高い脚部により重装甲と重武装を両立する。クイックブースト速度は鈍重なものの、内蔵ブースタにより長距離の高速突進が可能な近接武器レーザーランスや、相手の頭上から降り注ぎ広範囲にダメージ空間を発生させる垂直プラズマミサイルにより相手の動きを制限する立ち回りが可能。味方機として登場する「アイスワーム撃破」では強化型のレーザーライフルや拡散レーザーキャノンを装備するが、敵として登場する際にはスタンガンやスタンニードルランチャーといった強制放電で追加ダメージを与える武装を装備する。
AAP07A: アーキバス・バルテウス（ARQUEBUS BALTEUS）
チャプター5の「ルビコンの解放者」ルートの終盤で、スネイルがボスキャラクターとして登場する際に搭乗する機体。チャプター1の終盤でボスキャラクターとして登場し621が撃破した惑星封鎖機構の無人機バルテウスの同型機を回収し、アーキバスの技術で有人機として改修したもので、多連装ミサイルや火炎放射器で武装していたバルテウスと異なり、アーキバスが開発を得意としているEN兵装で武装している。

V.III オキーフ（V.III O'Keeffe）
声 - 山田浩貴
ヴェスパー第3隊長。搭乗ACは「バレンフラワー」。アリーナランクは12/B。
かつてアイランド・フォーの動乱で諜報活動を担った。第2世代強化人間であったが、脳内コーラルの焼き付きを中和することを条件としてアーキバス情報部門への招聘に応じ、第9世代手術を受けた。
オールマインドのスパイであったが裏切ったため、何人もの刺客が送られ、そのたびに撃退してきた。対峙した際にはコーラルリリースに夢を見るのはやめるよう諭してくる。
V.IV ラスティ（V.IV Rusty）
声 - 加瀬康之
ヴェスパー第4隊長。搭乗ACは「スティールヘイズ」および「スティールヘイズ・オルトゥス」。アリーナランクは09/B。
壁越えで共闘して以降、621を戦いに駆り立てる動機や強さの理由に興味を抱く。621を「戦友」と呼び友好的な態度を取り、ゲーム中で幾度となく共闘、または敵対することとなる。「理由なき強さは危うい」という考えを持つ。
シュナイダーの人材公募プログラムで実力を見出され、半年に満たない期間でヴェスパー上位に抜擢された過去に類を見ない経歴を持つ。入隊以前に強化手術を受けたとされ、本人の申告によると第8世代である。狙撃には自信があると自負しており、アイスワーム討伐においてはオーバードレールキャノンによる長距離狙撃を担当し、変則的に動くアイスワーム対し確実に命中させる。
劇中でははっきりと断言されることはないものの、ルビコン解放戦線に与するスパイであることが断片的な形で示唆されており、アーキバスからは不穏分子として怪しまれつも、621が自分たちにとって敵となるのか味方となるのかを見定めようとする。
AC スティールヘイズ（STEEL HAZE）
ラスティが搭乗する軽量二脚型のAC。相手のFCSで機影を捉えきれないほどの素早い動きで翻弄する、スピードに特化した機体であると言及されており、シュナイダー製の軽量フレームに、軽量AC向けの瞬発力特化型ブースターを装着する。近距離から中距離で連射して衝撃値を与えるのに向いたハンドガン等を装備しており、相手をスタッガー状態にしてから急接近し、プロペラのように回転する刃を持つ近接武器レーザースライサーによって多段ヒットを叩き込む戦法を得意とする。
地上での跳躍性能が高い鳥脚状の脚部を備えるが、逆関節カテゴリの脚部にみられる板バネ状の脚部構造は備えておらず、ゲーム上のパーツ分類や挙動も逆関節型ではなく二脚型カテゴリとしての扱いとなっている。
AC スティールヘイズ・オルトゥス（STEEL HAZE ORTUS）
チャプター4で621との交戦により大きな損傷を受けたスティールヘイズに代わり、チャプター5の終盤でラスティが搭乗する軽量二脚型のAC。プレイヤーがウォルターの使命を引き継ぐ選択をした場合は敵機として登場して621と雌雄を決するが、プレイヤーがエアの願いを聞き入れる場合は味方機として登場して621と共闘する。
エルカノ製の軽量フレームで構成されているが、ファーロンやシュナイダーから得た技術で設計されたという曰くつきの機体。データを盗み見たエアからは「乗り手を選ぶ、機動力特化のピーキーな機体」と評されている。近距離での命中率や衝撃力が高いニードルガンやニードルミサイルでスタッガー状態を狙い、スティールヘイズ同様にレーザースライサーで勝負を仕掛ける構成となっている。右肩には本体から分離して自立行動する実弾オービットを装備し、本体が牽制やレーザースライサーによる攻撃を行う際に機銃による同時攻撃を行い追加のダメージを与える。

V.V ホーキンス（V.V Hawkins）
声 - 飛田展男
ヴェスパー第5隊長。搭乗ACは「リコンフィグ」。アリーナランクは20/D。
アーキバスの輜重担当でペイターを補佐官としている。第7世代強化人間。強化人間の技術革新を目の当たりにしており、その過程で多くの部下や同僚を失っていった。
口調は穏やかで同僚を思いやる等、くせ者の多いヴェスパーでは常識人。
V.VI メーテルリンク（V.VI Maeterlinck）
声 - Lynn
ヴェスパー第6隊長。搭乗ACは「インフェクション」。アリーナランクは25/E。
社命に忠実かつ慎重な性格で、安定した戦績を残している。第8世代強化人間。
技研都市では五花海と共にMT部隊を率いて無人兵器と交戦するものの、その最中に621が乱入する。スネイルに何度も応援要請をするものの、当初から621を誘き寄せるための捨て駒にされていたため無視され、五花海と共に撃破される。
V.VII スウィンバーン（V.VII Swinburne）
声 - 越後屋コースケ
ヴェスパー第7隊長。搭乗ACは「ガイダンス」。アリーナランクは23/E。
ヴェスパーの会計責任者。コーラル代替技術を用いた第7世代強化人間。コーラル技術世代からコーラル代替技術世代への移行時には凄惨な事件が多発しており、成否の分からない手術に恐怖心を抱いた彼は、手術が成功した後も猜疑心に満ちた性格になった。
アーキバスが占領下に置いた「壁」で指揮官を務めている。彼と戦闘になるチャプター3のミッション「ヴェスパー7排除」では、当初は高圧的に振る舞うものの、劣勢に追い込むと会計責任者としての立場を持ち出して助命を嘆願する。プレイヤーは選択肢と行動の組み合わせにより、助命を無視して話を聞かない、話を最後まで聞いた上で断る、助命を受け入れる、受け入れるふりをして騙し討ちにするなどのリアクションを取ることができ、それによりミッションの結末が変化する。なお助命を受け入れた場合は生存するものの、ヴェスパーの品位を落としたとしてスネイルによって再教育センターへと送られる結末となる。
V.VIII ペイター（V.VIII Pater）
声 - 下川涼
ヴェスパー第8隊長。ホーキンスの補佐と傭兵起用を担う。搭乗ACは「デュアルネイチャー」。アリーナランクは16/C。
独立傭兵向けの公示とブリーフィングを行う。最新の第10世代強化人間であり人格が安定しているが、もともとの性格としてたまに無自覚に無遠慮さや共感性の希薄さを見せる。ホーキンスが撃破された際にはホーキンスの死を悼むと同時に、昇進できることを喜ぶ。
選んだミッションによって戦死した先輩達の席を譲り受ける形で昇進の度合いや621への感情が変化するキャラクターで、3周目以降の特定ミッションを遂行すると最大のV.IIIとなり、高機動型LCに乗り換える。

### ルビコン解放戦線
サム・ドルマヤン（Thumb Dolmayan）
声 - ふくまつ進紗
ルビコン解放戦線の精神的指導者。搭乗ACは「アストヒク」。アリーナランクは04/A。
アイビスの火の生き残りで、軍事教導者かつコーラル神秘主義思想家であり、多くの人々がその思想に共鳴した。解放戦線のメンバーからは「帥父」と呼ばれる。現在は戦争の一線から退いており、自身の警句の本来の意味を知ろうとすらしない解放戦線のメンバーに嫌悪感を抱いている。
彼の随想録が各地の残骸から回収可能で、それによればドーザーとしての生活を続けていく内に「声を見る」ようになったという。コーラルを消費して得られる幸福は「彼女」の同胞の犠牲の上で成り立つもので、尽きる事は無いからとそれを許してくれるも良心の呵責から彼女と共に共生を考えるようになる。彼女は技研都市の論文から共生の可能性としてコーラルリリースを提示するが、彼はもたらされるであろう人間世界の悲惨に対する覚悟が持てず、賽を投げることなく現在に至る。彼女はその選択を尊重してくれたものの彼が最期を迎える際には「セリア」という者に対し、臆病な自分を許してくれるよう願う。
いずれのルートでも621が本物のレイヴンではないことを知っており、フレディに対して621殺害の意向を示している。
ミドル・フラットウェル（Middle Flatwell）
声 - 藤井隼
ルビコン解放戦線の重鎮であり現在の実質的な戦争指導者。搭乗ACは「ツバサ」。アリーナランクは13/C。
メンバーからは「帥叔」と呼ばれる。密偵として星外企業へ潜伏していた時期があり、シュナイダーの人事部門とは太いパイプを持つとされる。
AC ツバサ（TSUBASA）
ミドル・フラットウェルが搭乗する軽量二脚型AC。細身で前面投影面積が小さく前後に厚みがあるエルカノ製軽量フレームに、RaDがエルカノの委託を受けて開発した、空中性能特化のブースタを装備する。選んだルートやミッションによってはチャプター4に登場し、味方として登場したり、敵として登場したり、登場しなかったりする。

リング・フレディ（Ring Freddie）
声 - 綿貫竜之介
ルビコン解放戦線のメンバー。搭乗ACは「キャンドルリング」。アリーナランクは21/D。
ドルマヤンに仕える男娼であり、他のメンバーとは一定の距離を置いている。ドルマヤンの精神世界に敬愛し、彼の孤独に寄り添うため戦場に身を置く。
プレイヤーがドルマヤンと交戦し撃破している場合はドルマヤンの仇討ちとして、そうでない場合はドルマヤンの意向として621の殺害を目論み、惑星封鎖機構の執行部隊を撃破しようとする621の様子見をする。プレイヤーの対応次第で撃墜することも無視することも可能。
インデックス・ダナム（Index Dunham）
声 - 後藤光祐
ルビコン解放戦線のメンバー。搭乗ACは「バーンピカクス」。アリーナランクは28/F。
解放戦線のゲリラ指導者のひとり。グリッド建造に携わる職工だったが、コーラルとの共生と惑星封鎖の打破を掲げるドルマヤンの思想に共鳴し解放戦線に加入した。
ミッション「多重ダム襲撃」に登場。ガリア多重ダムの防衛を担い、ダムを襲撃する621、イグアス、ヴォルタと交戦する。プレイヤーの対応次第で撃墜することも無視することも可能。
リトル・ツィイー（Little Ziyi）
声 - 泊明日菜
ルビコン解放戦線のメンバー。搭乗ACは「ユエユー」。アリーナランクは24/E。
両親がコーラル採掘のため、まだ乳児だったツィイーを連れてルビコン3に密航しようとしたが、何らかの理由で墜落し一命を取り留めていたところをフラットウェルに保護され、ACのコアをゆりかごに育った。
メンバーからは皆の妹分として可愛がられているが、戦場には似つかわしくない人物とも思われている。
「壁越え」作戦の際に多くの仲間が戦死しており、ゲーム1周目では、戦闘後に情報収集を行っていた621を仲間たちの仇と決めつけ、半狂乱となって戦いを挑み、プレイヤーが応戦して撃破するとアーシルに詫びながら最期を遂げる。しかしゲーム2周目以降で選択可能になる、レッドガン部隊と対立してルビコン解放戦線に協力するルートでは、撃破可能な敵ではなくミッションの救出対象の捕虜として登場し、621やアーシルによって救出される。
六文銭（Rokumonsen）
声 - 小西克幸
ルビコン解放戦線に身を寄せている独立傭兵。搭乗ACは「シノビ」。アリーナランクは18/D。
餓死寸前だったところをツィイーに救われ、彼女への一宿一飯の恩義からルビコン解放戦線の味方となる。
裏社会では名の知れた殺し屋の一人だが、その一方「ニンジャ」「カブキ」などの現実世界における日本のものに似た文化傾倒しており、通信でも時代劇めいた芝居がかった口調で話す。エアはそうした独特の口上を相手を惑わすための攪乱戦術であると解釈している。
ミッション「ヴェスパー7排除」に条件を満たすと登場。スウィンバーンの助命を受け入れた際に突如現れ、621を不義なる者として殺害しようとする。
アーシル（Arshile）
声 - 浜田洋平
ルビコン解放戦線のメンバー。独立傭兵への任務の依頼およびブリーフィングを担当する。
重要メンバーの救出ミッションでは救出ヘリに搭乗し、ドルマヤンやメッサム、ツィイーの救出にあたる。
劇中では名前を名乗る場面がないものの、1周目でツィイーを撃破した際に名前が言及されるほか、エンディングクレジットでは名前が明かされている。
メッサム（Messam）
ルビコン解放戦線のメンバー。ベイラムの捕虜となっており、解放戦線による救出対象となるが、救出ヘリが到着した時点で既に死亡していたことが判明する。

### ドーザー
シンダー・カーラ（"Cinder" Carla）
声 - 下山田綾華
RaDの頭目。搭乗ACは「フルコース」。アリーナランクは11/B。
本編の3年前にハッカーや技術者を引き連れてRaDで頭角を現し、その後半年で組織を牛耳った。
「アイビスの火」事件の生き残りを指す通称である「シンダー（灰被り）」を自称するものの、その「アイビスの火」は半世紀前の出来事であり、その時から生きているにしては異様に若い容姿をしているため、RaDの構成員からは冗談だと思われている。優秀な技術者であり、独自のACやMT、オーバードレールキャノンを開発している一方、「殺しの道具だからこそ、ひとつ笑える必要がある」という特異な設計思想を持ち、時にそれは無人解体重機「スマートクリーナー」や回転移動式MT「トイボックス」の様な破天荒なデザインとして形になる。アリーナにおいても「勝手にランク付けするとは趣味が悪い」として、不正な音声データを仕込んでいる。
その正体は「オーバーシアー」の一員であり、ウォルターとは目的を同じくする同志。物語の終盤において、621がウォルターに与する場合は協力者となり、エアの願いまたはオールマインドの依頼を聞き入れる場合は敵対者となる。
AC フルコース（FULL COURSE）
チャプター5にて、シンダー・カーラが搭乗する重二脚型AC。APや防御性能が高い。両手と両肩に、多数の弾頭を散布した後いったんその場に留まってから追尾を開始するタイプのミサイルを装備する。食べ物にちなんだ名称をつけられた名称のRaD製パーツで構成されている。

チャティ・スティック（"Chatty" Stick）
声 - 青山穣
RaDの構成員。搭乗ACは「サーカス」。アリーナランクは14/C。
カーラがゼロから製作した人工知能。有事にはACサーカスを繰り戦闘に加わるが、普段はカーラの支援に徹する。カーラはチャティを人間扱いすることで敬意を払っており、命は死んだらそれきりであるという考えから、彼のバックアップを保存していない。
「チャティ（お喋り）」の名を与え、口数が多くなるよう調整もしたカーラの思惑に反し、彼自身は寡黙で必要なことしか口にしない。カーラの突飛な話を聞くことを好み、カーラが楽しそうな様子を見せている時には、621に向けてその旨をメッセージで送る。
物語終盤までカーラの忠実な部下として尽くす。621がカーラと共闘する場合は味方となるが、カーラと敵対する場合は敵として登場し、カーラの死後もその使命を引き継ぐ形で621の前に立ちはだかる。
621との交流を経て何らかの変化が生まれたようで、敵として向き合った621との死闘の中で初めて笑った。
AC サーカス（CIRCUS）
AIであるチャティ・スティックが搭載された軽量タンク脚型AC。両手には短身型のバズーカとグレネードランチャー、両肩には左右で異なる弾道から、相手の頭上に多数のミサイルを降り注がせる大型ミサイルコンテナを装備する。
チャプター3のミッション「アイスワーム撃破」ではG5イグアスのACヘッドブリンガー、V.IIスネイルのACオープンフェイスと共に味方機として登場し、呉越同舟の共闘を繰り広げる。チャプター5ではプレイヤーの選択に応じて味方機または敵機体として登場する。

インビンシブル・ラミー（"Invincible" Rummy）
声 - 佐々木拓真
RaDの構成員。搭乗ACは「マッドスタンプ」。アリーナランクは29/F。
RaDの根拠地であるグリッド086の門番を任されている。アリーナでは最初に戦える相手として設定されている。
コーラルドラッグの乱用によって誇大妄想に取り憑かれており「インビンシブル（無敵）」を自称しているが、実際は敗北した翌日には忘れているだけである。カーラからは「あんなんでも番犬にはなった」、コヨーテスの構成員からは「間抜けのラミー」と評されている。
オーネスト・ブルートゥ（"Honest" Brute）
声 - 安元洋貴
ジャンカー・コヨーテスの頭目。搭乗ACは「ミルクトゥース」。アリーナランクは08/B。
言動を面白がったカーラによってRaDに拾われたが、後にRaDの資金や技術、カーラが組み立てたACやオーバードレールキャノンを持ち逃げした。こうした経緯から、カーラからは蛇蝎のごとく嫌われている。ドーザーらしからぬ丁寧な物腰と「オーネスト（正直者）」の名前とは裏腹に、重度の虚言癖を備えた人格破綻者。
ミッション「オーネスト・ブルートゥ排除」に登場。ゲーム本編中ではレールキャノンを奪還する上での討伐対象として1ミッションでのみ登場ながら、その奇矯な台詞回しや独特の存在感から、プレイヤーの間では人気のある登場人物。様々な罠を張り巡らせた陣地で621を迎撃し、カーラから通信で浴びせられる罵詈雑言を平然と無視しながらも、「カーラの紹介で社交ダンスパーティーに来てくれた客人を友好的な態度で歓迎する主催者」のロールプレイを最期の瞬間まで続け、ダンスのリズムを取り、会話を聞いていたエアを大いに困惑させる。
AC ミルクトゥース（MILK TOOTH）
ブルートゥが搭乗する二脚型AC。機動性が低く防御力が高い重量機体。フレームはRadの土木建築AC用のパーツで構成されており、火炎放射器、チェーンソー、分裂ミサイル、拡散バズーカで武装している。右腕に装備した火炎放射器は攻撃範囲が広く、巻き散らした炎でプレイヤーの視界を塞ぐ効果があるほか、被弾した相手を一定期間スタッガーになりやすくする状態異常を付与することができ、スタッガーした瞬間を狙って威力の高いバズーカとチェーンソーで大ダメージを与える戦法を取る。
2025年6月発売予定のプラモデルの商品化が発表された際には思わせぶりなプロモーション内容や、選出の意外性が話題となった。

### 独立傭兵
スッラ（Sulla）
声 - 綱島郷太郎
独立傭兵のひとり。搭乗ACは「エンタングル」。アリーナランクは15/C。
成功率が10%に満たないとされた第1世代の強化人間で、アイビスの火以前から長く傭兵として活動してきた老境の独立傭兵。手術後は狩りだけを請け負い、現在は雇い主も定かではない。
強化人間としての識別名は「C1-249」。ウォルターとは互いに面識がある。ウォルターの猟犬とは交戦経験があり、少なくとも618を殺害している。
チャプター1の最終ミッション「ウォッチポイント襲撃」にて、途中地点に立ち塞がる敵として登場。621に対し、ウォルターに不信感を抱かせ動揺を誘うような言動を投げかける。最期に謎めいた警告を残しつつ621に撃墜されるが、その警告の内容は1周目と3周目で異なる。いずれにせよ警告の直後、621はウォッチポイント・デルタのコーラル爆発に飲み込まれ、生死の境をさまよう中でエアとの邂逅を果たす。
ノーザーク（Nosaac）
声 - 赤坂柾之
星外企業によるルビコン進駐のどさくさに紛れて、一攫千金を求めてルビコンに密航してきた独立傭兵。搭乗ACは「ビタープロミス」。アリーナランクは26/E。
自分と他人の金に区別をつけず、借金をしては踏み倒し続けている。彼のACは新製品で固められており、本人はそれを信用の拡大と主張している。こうした経緯から債権回収者に追われており、グリッド086に逃げ込む。
作中ではグリッド086で潜伏している彼を発見できる。発見した場合、621を債権回収者と勘違いして襲撃してくる。なお、周辺にはRaDの縄張りだと知らずにグリッド086に入った債権回収者のACが溶鋼に沈められている。
コールドコール（Coldcall）
声 - 小柳基
殺し屋を生業とする独立傭兵。搭乗ACは「デッドスレッド」。アリーナランクは10/B。
星外企業のルビコン進駐計画を事前に掴み取引によって密航を果たした。粛清代行を専門とする殺し屋であり、企業の闇と関わることで仕事を安定させてきた。殺意を嗅ぎ分けることに長けており彼によれば「本物は機体越しでも匂い立つ」という。
2周目以降のウォッチポイント・アルファにて、イグアスに代わって621を襲撃する。イグアスの事を坊やと呼ぶ。
キング（King）
声 - 木内太郎
ブランチのメンバー。コーラル反応再検出に前後してルビコン入りした。搭乗ACは「アスタークラウン」。アリーナランクは03/S。
今のブランチの1人目。作戦成功率は89.6％を誇り、卓越した技量から「完成された傭兵」と呼ばれている。ステーション31襲撃計画では強襲艦隊に対する単機陽動を担ったとされる。
シャルトルーズ（Chartreuse）
声 - 大地葉
ブランチのメンバー。コーラル反応再検出に前後してルビコン入りした。搭乗ACは「アンバーオックス」。アリーナランクは05/A。
今のブランチの2人目。正面突破と火力集中に長けており、「見つめ合うと死ぬ女性傭兵」として知られている。ステーション31襲撃計画では封鎖システムに深刻な打撃を与えたとされる。
「レイヴン」（Raven）
ブランチのメンバー。搭乗ACは「ナイトフォール」。登録番号Rb23。元アリーナランク--/F。
伝説の独立傭兵として名が知られる存在。レイヴンという名前は自由意志を象徴する称号として傭兵の間で襲名されてきたものであるとされる。重大な機密情報をリークして、企業をルビコンに呼び込み秩序を乱した元凶として惑星封鎖機構から恨まれており、優先排除対象として追われている。
ゲーム本編では最初のミッション「密航」にて、撃破され残骸として打ち捨てられていた機体に残されていたライセンスコードの本来の持ち主として名前が登場する。以降の本編においては、621がルビコンでの身分を偽り独立傭兵として振る舞うために用いる偽名として用いられる。一方、ライセンスコードの本来の持ち主である本物の「Rb23 レイヴン」本人も生存しており、惑星封鎖機構から逃れて潜伏していたものの、中盤で突如として621の前に現れ、自分の名を騙る偽者である621がレイヴンの名を冠するに相応しいかを見極めるため、生死を賭けた決闘を挑んでくる。621と同様に言葉を発することはない。
621は本物の「レイヴン」を退けた後も引き続きレイヴンの偽名を使い続け、自らの素性を明かさないため、「レイヴンの火」ルートや「ルビコンの解放者」ルートでは、621が成し遂げた功績や悪名は「レイヴン」の所業として語られる形で結末を迎える。
AC ナイトフォール（NIGHTFALL）
本物の「レイヴン」が搭乗する二脚型AC。最初のミッション「密航」では撃破された残骸として登場し、後に敵ACとして登場する。
フレームはRaDの探査機用フレームで構成されており、頭部や武装以外は621の初期機体「LOADER 4」と酷似した外観だが、頭部が厳めしい風貌のカスタム品に変更されており、パイルバンカーやグレネードキャノンといった瞬間火力の高い武装を装備する。中距離からの射撃攻撃で衝撃値を蓄積させつつスタッガー状態寸前まで追いつめ、一気に接近しつつのブーストキックから、コア拡張機能のアサルトアーマー、近接武器中トップクラスの攻撃力を持つパイルバンカーへと繋げる連続攻撃により、プレイヤーにリペアキットで機体のダメージを回復する機会を与えず、一瞬で勝負を畳み掛けるような戦いを得意とする。
本作の看板機体と位置付けられるACであり、ゲームのパッケージやキービジュアルなどに登場し、ゲームの初回限定版付属フィギュアとして立体化されている。

「レイヴン」オペレータ（Raven's Operator）
声 - 園崎未恵
ブランチのメンバー。声を発することがない「レイヴン」の代わりに彼の意志を代弁する。当初は621を「偽者」「レイヴンの名を騙る傭兵」「借り物の翼」などと挑発的に形容するが、プレイヤーがACナイトフォールを撃墜するのを目の当たりにすると、自分たちの敗北を、621の行方を見届けようとする「レイヴン」の意向であると解釈し引き下がる。
トーマス・カーク（Thomas Kirk）
最初のミッション「密航」にて名前のみ登場。ライセンス失効済の独立傭兵。登録番号Rb18。元アリーナランク26/E。
汚染市街にて擱座したACが発見できる。621のライセンスとなり得るか確認されたが、ライセンスが失効していたため使用されなかった。
モンキー・ゴード（Monkey Gordo）
最初のミッション「密航」にて名前のみ登場。ランク圏外の独立傭兵。登録番号Rb37。
汚染市街にて擱座したACが発見できる。621のライセンスとなり得るか確認されたが、アリーナランク圏外のため使用されなかった。
ケイト・マークソン（Kate Markson）
声 - 非公開
3周目以降に登場する女性の独立傭兵。搭乗ACは「トランスクライバー」。アリーナには未登録。
チャプター1のミッション「強制監査妨害」ではウォルターを通して621に依頼を申し込むが、ウォルターはアリーナに登録されていない彼女の存在を怪しみ、カーラに素性の調査を依頼する。
チャプター3ではオールマインドの依頼によるミッション「コーラル輸送阻止」に再登場するが、この際には一切の言葉を発せず、オールマインドがケイトからの伝言を代弁し、別れの際にはオールマインドが自らの言葉として言いかけた内容をケイトからの伝言として言い直す。エアは彼女の正体を「オールマインドの協力者」と推測するが、実際の真相は明かされない。
AC トランスクライバー（TRANSCRIBER）
ケイト・マークソンが搭乗する二脚型AC。オールマインドのACマインドβと同一構成、同一カラーリングの機体。

### その他
COM
声 - 安元洋貴
システムメッセージを読み上げる機能。戦闘システムの起動やメッセージの受信をC4-621に知らせる。
ナガイ教授（Professor Nagai）
アーカイブに名前のみ登場。かつてルビコン調査技研の所長を務めており、生前の彼が残した口述筆記のデータが各地の残骸から見つけられる。
コーラルの研究と観測に従事するなか、後の「アイビスの火」につながる相変異の兆候を検知。アイビスシリーズの出撃を命じ、最後の瞬間までその経緯を見届け、技研都市と運命を共にした。
第一助手（Assistant No.1）
ナガイ教授の助手。コーラルの研究に没頭していた。Cパルスで人間の知覚を増幅させる研究をしており、ナガイ教授から問題視されていた。研究に没頭するあまり、妻は死亡し、息子はナガイ教授に預けられることになる。
第二助手（Assistant No.2）
ナガイ教授の助手。玩具作りが得意とされる。
第一助手の息子（Assistant No.1's son）
父親の第一助手が研究に没頭したため、ナガイ教授の研究室で育てられることになった子供。ナガイ教授によれば「寡黙で気丈な、鉄のような少年」とされる。アイビスの火以前に木星へ送られた。
STK
アイビスの火に巻き込まれ死亡したとされる巨匠画家。彼の作風はAIに取り込まれていった。
彼の絵には「教授 2人の助手 少年」といったメモが付随している。
STV
様々な勢力の人物を描いている覆面戦場画家。人が描くことに拘った最後の一人と評されており、一部の作品は好事家から高値で売買されている。
彼のメモや絵に映る企業ロゴや背景のACから、描かれた人物が所属する勢力が想像できるものとなっている。
ドクター
声 - 多田野曜平
発売前に公開された、前日譚にあたるストーリートレイラー (PV) に登場。621に強化人間手術を行う医者。強化人間を物扱いしており、617達が最後の任務に就いた事を聞いた時は「在庫処分の手間が省く」と呟いていた。
617、619、620
発売前に公開されたストーリートレーラー (PV) に登場。ウォルターに従事していたAC部隊「ハウンズ」に所属する3人の強化人間。621が覚醒する前の任務おいて何らかの施設を襲撃し、惑星封鎖機構のレーザー砲台や特務機体「カタフラクト」と交戦し死闘を繰り広げる。全員戦死するも任務は成功を果たし、ウォルターや621がルビコンにたどり着けるようになった。
本編中ではカーラやスッラとの会話の中で言及される。欠番となっている618は過去にスッラが殺害したとされ、スッラによれば腕が立つとされる。
搭乗ACは621が搭乗する初期機体LOADER 4と同型フレームの武装違いで、619機が両肩のコンテナから各12発のミサイルを垂直発射、620機が二丁拳銃と両肩に懸架したライフルで敵の注意を引きつけ、617機がシールドを張りつつガトリングガンを乱射しながら突撃する。

## 開発
元々フロム・ソフトウェアには、社長の宮崎英高をはじめ、アーマード・コアシリーズの新作を作りたいと考える者が多くいたことに加え、これまでのタイトル開発経験からスタッフの能力も上がってきたことから、シリーズの新作をつくりたいという思いは強かった。とはいえ、同社では複数のプロジェクトを並行して進めていたため、結果として前作『ARMORED CORE VERDICT DAY』の発売から10年が経過していた。
アーマード・コアシリーズの次回作についての議論は2017年の年末から始まり、2018年ごろに宮崎ら複数名がイニシャルディレクターとして小さなチームを立ち上げる形でスタートを切った。彼らは『アーマード・コア』の根本の面白さを見直し、新作を作る際の方向性などを固めるため、プロトタイプの開発にとりかかった。翌2019年、『SEKIRO: SHADOWS DIE TWICE』のリードプランナーである山村優がプロジェクトに加わり、宮崎からディレクターを引き継いだ。そして、2020年に本格的な開発へと進んだ。品質管理など、商品性の管理を担うプロデューサーには、長年フロム・ソフトウェアでマーケターをしてきた小倉康敬が就任した。
10年ぶりの新作ということもあり、本作では今まで『アーマード・コア』シリーズに触れたことがない層が遊ぶことを想定し、テクニックやセオリーをしっかりと伝え理解してもらうことが必要だと判断したと小倉は「CEDEC+KYUSHU 2023」と説明している。また、プレイヤーが自分だけの機体を組み立てる「アセンブル」という要素は、開発スタッフにとってどうしても簡略化できないところがあったが、そのまま放置すれば間口を狭める恐れがあった。そのため、本作では、チュートリアルと序盤の要素の解禁を過去作よりも丁寧なものにした。また、新規プレイヤーが抵抗感を感じないようにするため、直感的な操作にする方針が立てられ、その一環として自動で敵を注視する「ターゲットアシスト」機能が導入された。
ハードの進化により、グラフィックやサウンドの表現力も上がり、さらに臨場感を増した戦場の描写に至った。たとえば、本作のペイント機能は過去作でできたことだけでなく、金属の質感の選択や、ウェザリングもできるようになった。サウンド面においては、実際の工場で鉄材が打ち合う音を録音し、素材として盛り込んだ。
舞台設定や物語を一新した一方、ナンバリングすべきかどうかでは社内で意見が分かれ、最終的にはシリーズの後継作であることを名前でも示そうということで、ナンバリングタイトルとして扱われた。
ディレクターの山村優によると本作のアクション性は『アーマード・コア3』系列と『アーマード・コアV』系列の中間を目指したとしている。

### 広報・ローカライズ
フロム・ソフトウェアは日本国内にしか拠点がないため、本作もまたバンダイナムコエンターテインメントとの協議プロジェクトとして日本国外にも展開された。また、ゲームの仕様が世界各国で通用するかのチェックも行われ、権利や表現などの調査に加え、日本国外のチームにも開発ビルドを触ってもらい、彼らから寄せられたレビューとフィードバックをもとにローカライズと言語デバッグが行われた。
さらに本作では全世界に向けたマーケティング戦略が展開された。なお、PRについては現在は一つの情報がSNSを通じて一気に拡散するため、情報公開やプロモーションなどは全世界を念頭に置いた展開が求められるという。

## 反響
VG insightsによるとPC版の平均プレイ時間は4.8時間となっている。
2023年11月2月、KADOKAWAが公表した2024年3月期第2四半期の決算資料によれば、同年9月時点で日本国内売り上げが70万本超を達成したことが報告されている。
2024年7月25日、フロム・ソフトウェアの公式Xにて本作の世界累計出荷本数が300万本を突破したことが発表された。